# Immigratie in Nederland

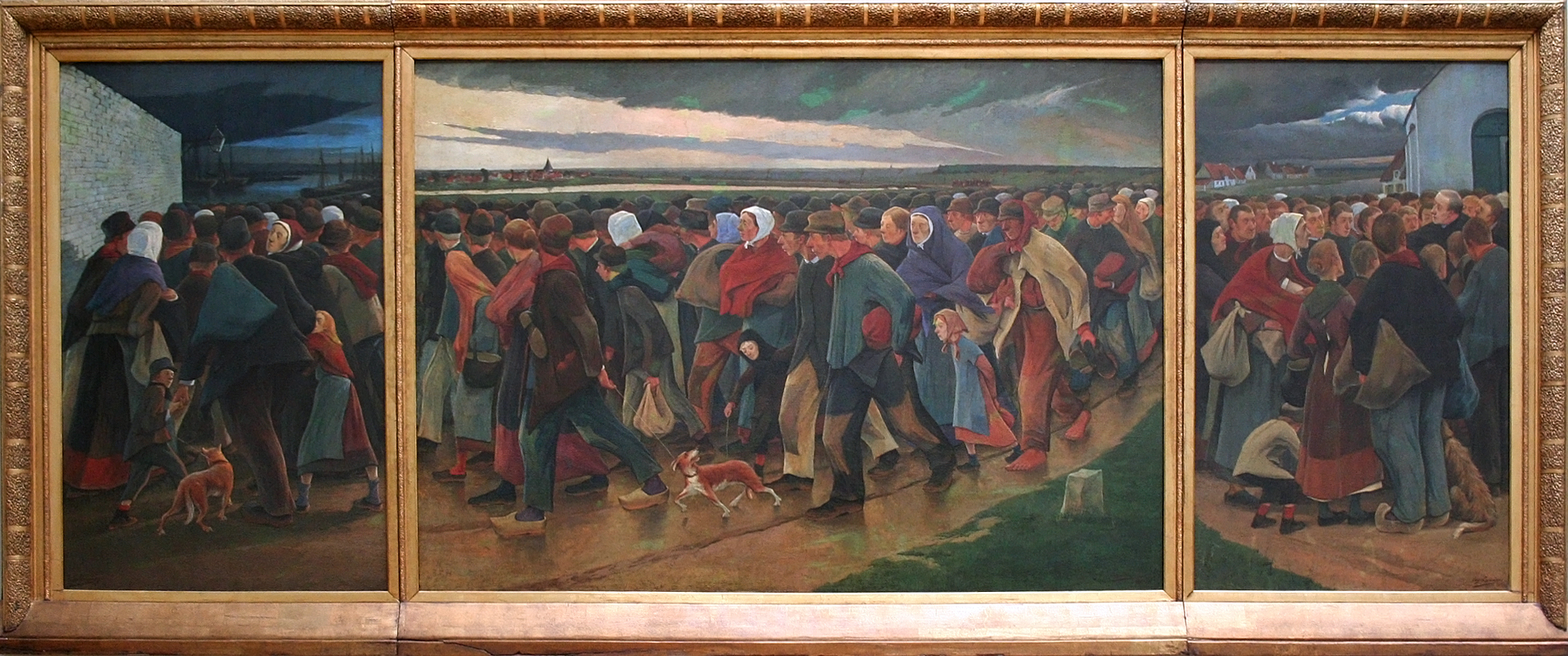
Landverlaters, door Eugène Laermans, 1896

De immigratie in Nederland betreft het zich vestigen van mensen binnen de landsgrenzen van de Nederlandse staat.
Al voor er een staat was, werden de gebieden van de Nederlanden duizenden jaren lang steeds weer bevolkt door landverhuizers. Iedereen in Nederland stamt, als men maar lang genoeg in de geschiedenis teruggaat, uiteindelijk af van immigranten. De immigratie was vroeger vaak massaal, in de vorm van het binnenvallen van hele volksstammen.
In de zestiende eeuw was er een burgeroorlog tussen protestanten en katholieken. De protestanten stichtten in de Noordelijke Nederlanden een eigen republiek, de Verenigde Provinciën. Tienduizenden geloofsgenoten vluchtten van het zuiden naar het noorden toe. Later kwamen daar Joden bij en Franse hugenoten. Al deze immigranten droegen veel bij aan de welvaart van de Republiek. In de loop van de zeventiende en achttiende eeuw trokken ook een half miljoen "Duitse" en Oost-Europese werkkrachten naar het welvarende land.
In de negentiende eeuw verarmde Nederland en er was weinig (arbeids)immigratie. In de twintigste eeuw namen immigratie en emigratie geleidelijk steeds sterker toe. Dat kwam door een proces van globalisering: mensen werden rijker, reizen werd goedkoper en sneller, internationale handel en vervoer stegen in omvang en in de verschillende landen begonnen de culturen naar elkaar toe te groeien. Dat gold vooral voor de westerse landen onderling. De meeste migratie naar en uit Nederland bestond en bestaat uit vele miljoenen westerse migranten. De rest van de wereld werd in de globalisering betrokken en zo kwamen ook mensen met een meer afwijkende cultuur naar Nederland. Die kleinere immigratiestroom heeft meestal meer aandacht gekregen, naast, ten dele daarmee overlappende, immigratiegolven van oorlogsvluchtelingen.
In 1914 vluchtten tijdens de Eerste Wereldoorlog een miljoen Belgen naar Nederland die meestal weer snel terugkeerden. In de jaren dertig probeerden Duitse Joden er een veilig heenkomen te zoeken maar werden vaak geweigerd of zelfs opgespoord en teruggestuurd, de dood tegemoet. Uit schaamte hierover werd na de Tweede Wereldoorlog het asielrecht verbeterd. Tussen 1946 en 1962 immigreerden zo'n vierhonderdduizend mensen uit Nederlands-Indië toen dat het onafhankelijke Indonesië werd.
Tussen 1960 en 1974 groeide de economie zo hard dat er buiten Europa een 150.000 gastarbeiders werden geworven voor de industrie. Vanwege de Eerste Oliecrisis werd die werving beëindigd maar door gezinshereniging, gezinsvorming met een immigrerende partner en een natuurlijke bevolkingsaanwas zouden de aantallen Turken en Marokkanen blijven toenemen, groepen die economisch sterk getroffen werden door de Tweede Oliecrisis. In 1974 leidde de onafhankelijkheid van Suriname tot een immigratie van uiteindelijk een kwart miljoen. In de jaren negentig leiden oorlogen en hongersnoden tot de vestiging van ruim 120.000 asielmigranten en in hetzelfde decennium kwam een groeiende arbeidsmigratie uit Oost-Europa op gang. Tegelijkertijd verbeterden het opleidingsniveau en de werkgelegenheid van Surinamers, Turken en Marokkanen aanzienlijk. Door de Wet Cohen daalde na 2000 de asielmigratie sterk. Hetzelfde gold voor de gezinsvorming, door strengere maatregelen van Rita Verdonk in 2004, samenvallend met een daling van de geboortecijfers onder Turken en Marokkanen. Na 2005 daalden de misdaadcijfers met een derde, ook onder migrantengroepen. Deze ontwikkelingen vielen samen met een groei in populariteit van politieke bewegingen die uitgesproken negatief tegenover immigratie staan, zoals eerst de LPF en later de PVV.

## Migratie tot 1572
Het gebied dat later Nederland zou worden, is pas door immigratie bevolkt geraakt: de mens is hier immers niet geëvolueerd. De oudste menselijke wezens waarvan sporen gevonden zijn, waren de Neanderthalers. Later trok de moderne mens ofwel Homo sapiens er binnen in de vorm van kleine groepjes jager-verzamelaars. Zo'n zevenduizend jaar geleden arriveerden ten gevolge van de Neolithische revolutie de landbouw en veeteelt in Noordwest-Europa, hierheen gebracht door migranten uit Klein-Azië. Ruim tweeduizend jaar geleden trokken stammen Germanen het gebied binnen, waaronder de beroemde Batavieren. In de vroege middeleeuwen waren er ingewikkelde migratiebewegingen in de Grote Volksverhuizing. Traditioneel spreekt men van de vestiging in deze contreien van Friezen, Saksen en Franken. Deze 'stammen' kwamen niet in hun geheel van elders maar bestonden uit elites die de autochtone bevolking onder zich organiseerden in nieuwe sociale en militaire verbanden. Na de invallen van de Noormannen tot de elfde eeuw hield de stamsgewijze migratie op en werd het verschijnsel individueler van karakter. Van echte immigratie vanuit het ene naar het andere land kon overigens nog geen sprake zijn omdat de Nederlandse gewesten slechts een los geheel vormden binnen het Heilige Roomse Rijk.
De toenemende verstedelijking en handel trokken rijke Italiaanse en Joodse kooplieden en bankiers aan en de deelname aan het Hanzeverbond bracht in de aangesloten steden een voortdurende migratiebeweging van stadsburgers teweeg, die kantoren in elkaar steden vestigden en daar hun familieleden en dienstpersoneel te werk stelden.

## Immigratie naar de Republiek der Zeven Verenigde Nederlanden

### Vluchtelingen uit de Zuidelijke Nederlanden
Sinds 1572, het begin van De Opstand tegen de landsheer Filips II, de koning van Spanje, ontwikkelden de noordelijke gewesten der Nederlanden zich tot een soevereine staat. Deze Republiek der Zeven Verenigde Nederlanden werd vanaf het einde van de zestiende eeuw een belangrijke handelsnatie, die veel vreemdelingen aantrok. Omdat dit nieuwe Nederland bekendstond als betrekkelijk tolerant en al vroeg een zekere mate van vrijheid van godsdienst kende, kwamen er uit de Nederlandse gewesten die onder Spaans-Habsburgs bestuur bleven en ook rechtstreeks uit Spanje en Portugal veel godsdienstvluchtelingen naar de vrijgevochten noordelijke gewesten. Enkele zuidelijke en dan met name Waalse gewesten hadden zich in 1579 met Filips II verzoend krachtens de Unie van Atrecht. Calvinistische gemeenten zoals die van Doornik (Tournai) vertrokken naar de noordelijke Nederlanden en stichtten daar de zogenaamde Waalse kerken. De verovering van andere zuidelijke gewesten met als afsluiting de Val van Antwerpen in 1585 en de invoering van de Contrareformatie brachten een aanzienlijke intern Nederlandse migratie op gang vanuit de Zuidelijke Nederlanden naar de noordelijke Nederlanden. Behalve godsdienstige speelden economische redenen een grote rol. De immigranten behoorden vaak tot de gegoede klasse; armen konden zich de kosten van een uitwijking niet veroorloven. Deze emigratiegolf vond zijn hoogtepunt na de val in 1584 van de toen calvinistische stad Gent en in 1585 van het in meerderheid door calvinisten en lutheranen bewoonde Antwerpen. De afsluiting van de Schelde door de (Noordelijke) Republiek betekenden Antwerpens neergang en die van de zuidelijke Nederlanden. De noordelijke Nederlanden en in de eerste plaats Amsterdam konden op deze neergang hun Gouden Eeuw opbouwen.
Vanaf 1580 tot circa 1630 kwamen 150.000 vluchtelingen, onder wie Vlamingen, Brabanders, maar ook Franstalige inwoners uit de Waalse gewesten, naar het Noorden, vaak via een omweg die verliep door Engeland (Londen) en verschillende Duitse landen, net name steden als Emden in Oost-Friesland, Wezel in Kleverland, Frankfurt in Hessen, waar zich tussen 1540 en 1589 grote Nederlandse religieuze gemeenten hadden ontwikkeld.
Na 1585 halveerde de Antwerpse bevolking in korte tijd. Het omgekeerde gebeurde in de Hollandse en Zeeuwse steden. Het aantal inwoners van Amsterdam steeg door de komst van de vluchtelingen van 30.000 in 1578 tot 108.000 in 1622. De welgestelde immigranten brachten hun kennis en vaardigheden mee. Ook andere Hollandse en Zeeuwse steden vermeerderden hun bevolking met de helft of meer door deze immigratie zoals Leiden waar wevers uit de Westhoek (later Frans-Vlaanderen) zich vestigden, en Middelburg dat veel Gentenaren opnam. De handwerkslieden, waarvan velen uit de textielnijverheid en de diamantnijverheid, brachten hun technieken mee en verplaatsten daardoor het zwaartepunt van deze nijverheden naar het Noorden. De reacties van de plaatselijke bevolking op de komst van deze immigranten verschilden van plaats tot plaats. Omdat velen gevlucht waren om godsdienstige redenen, werden zij door de protestantse minderheid goed onthaald want zij versterkten de positie van de officiële calvinistische kerk aanzienlijk en vormden de basis van wat later als haar typisch 'Hollandse' karakter aangeduid zou worden. Toch waren er ook wrijvingen tussen de verschillende migrantengroepen: calvinisten, lutheranen, wederdopers. Door hun grote aantal, in de Republiek woonden toen ongeveer 2 miljoen inwoners, en hun orthodoxe calvinisme was er bij vrijzinnige Hollandse regenten aanvankelijk huiver om Zuidnederlanders naast zich in het openbaar bestuur een plaats toe te staan. In het blijspel De Spaanse Brabander uit 1617 van Gerbrand Adriaensz. Bredero wordt dat plastisch en humoristisch weergegeven.

### Joodse immigranten en hugenoten

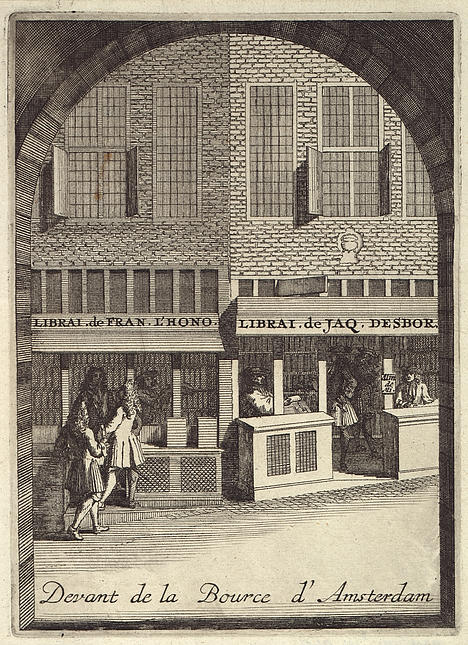
Een boekwinkel van hugenoten in Amsterdam

Ook uit andere delen van Europa kwamen stromen immigranten op gang, onder anderen de Portugese en Spaanse Joden (Sefardim) in de zestiende eeuw, op de vlucht voor de Spaanse inquisitie. Asjkenazim, dat wil zeggen Jiddisch- of Duitstalige Joden, officieel Hoogduitse Joden genoemd, arriveerden vanaf het begin van de zeventiende eeuw, gevolgd door hugenoten uit Frankrijk na 1685. Zij kozen Nederland omdat ze in hun land van herkomst vervolgd of gediscrimineerd en ten slotte uitgewezen werden vanwege hun religie. De hugenoten werden als calvinistische geloofsgenoten opgenomen in de staatskerk en ontvingen zelfs een zekere bevoorrechting. Onder hun bevonden zich vooral intellectuelen en ondernemers. Ze bouwden in Amsterdam een internationale reputatie op als drukkers en uitgevers van Franstalig werk dat in Frankrijk verboden was. Voor de Asjkenazim was armoede naast discriminatie een drijfveer om Oost- en Midden-Europa te verlaten. Nog twee eeuwen zouden zij een zeer arme bevolkingsgroep van kleine handelaren blijven die met moeite en met de hulp van weinige welgestelde Joden een bestaansgrond kon behouden. Een rijke Sefardische bovenlaag kon ruimhartiger bescherming bieden aan de minvermogenden binnen hun eigen gemeente. Overigens ging de tolerantie van de overheden ten aanzien van Joden niet verder dan dat hun verblijfsrecht werd toegekend zolang zij geen beroep deden op openbare middelen en de armlastigen in hun gemeenschap zelf onderhielden. Hun rechtsverhoudingen dienden zij volgens hun eigen religieuze regels op orde te houden. Pas in de tijd van de Franse Revolutie werden Joden gelijkberechtigd als staatsburger en kwamen zij onder het (seculiere) burgerrecht te vallen.

### Vluchtelingen uit Protestantse staten
Een minder opvallende maar talrijke groep immigranten kwam uit het noordwesten van het huidige Duitsland en uit Scandinavië. Het betrof kleine handelaren en loonwerkers die tijdens en na de verwoestende Dertigjarige Oorlog hun land ontvluchtten. Een aantal werkten zich op, maar velen kwamen in het stedelijke proletariaat terecht en zochten vaak hun heil door aan te monsteren op de handels- en oorlogsvloot en dienst te nemen in militaire garnizoenen. Een aanzienlijk aantal lutherse gemeenten is in deze tijd ten behoeve van hun opgericht. Daarnaast waren de immigranten uit Westfalen en het Rijnland vaak katholiek en zij kregen onderdak in de schuilgemeenten van dat geloof.
Kleine maar opvallende immigrantengroepen waren vervolgde protestantse dissidenten en zij kwamen niet alleen uit katholieke staten: eerst de Pilgrim Fathers uit Engeland die in 1620 vanuit Delfshaven vertrokken naar Amerika, waar zij de Plymouth Colony stichtten in wat nu de staat Massachusetts is. Daarop volgden Moravische Broeders, ook wel Herrnhutters genoemd, die om 1620 uit Bohemen en Moravië verdreven waren, zich in Saksen hadden gevestigd en uiteindelijk in Zeist terechtkwamen waar zij de Evangelische Broedergemeente stichtten, en lutheranen die een eeuw later uit het Oostenrijkse Salzkammergut moesten vertrekken en onder andere in Groede een plaats toegewezen kregen.

### Grote 'Duitse' arbeidsmigratie
De immigratie tijdens de Gouden Eeuw van Zuidelijke Nederlanders, Joden en hugenoten is welbekend. Minder aandacht kreeg een constante stroom van arbeidsmigranten uit de "Duitse" staten en Oost-Europa die na het midden van de zeventiende eeuw de andere stromen bij elkaar in omvang overtrof. Van de kleine miljoen mensen die tijdens de zeventiende en achttiende eeuw naar de Republiek migreerde, zou de helft een oostelijke herkomst hebben. Tot rond 1785 was de Republiek gemeten naar het per capita bnp het rijkste land ter wereld. Het hogere loonniveau trok veel arbeidskrachten aan. Dat was ook nodig om een jaarlijkse bevolkingsdaling van zo'n 5% in de Hollandse steden te compenseren die het gevolg was van het verre overtreffen van het geboortecijfer door het sterftecijfer. Ondanks de economische stagnatie van de achttiende eeuw bleef de Duitse immigratie min of meer op peil.

### Immigratiebeleid
Er was vóór de inrichting van de gecentraliseerde eenheidsstaat in 1795, de Bataafse Republiek die werd opgericht in het kader van een permanente bezetting door Franse troepen, geen sprake van een uniform immigratiebeleid en daarom kan vóór de negentiende eeuw geen algemene kwalificatie worden gegeven aan een immigratiebeleid in termen van (in)tolerantie. De overheden in de verschillende provincies en steden stelden autonoom voorwaarden aan de vestiging van 'vreemdelingen' in het gebied onder hun gezag. Algemeen gold dat vreemdelingen in hun eigen onderhoud moesten voorzien en bij gebrek aan middelen daartoe onderhouden moesten worden door weldoende instellingen, meestal van kerkelijke signatuur. Zij mochten niet op ondersteuning door de publieke overheid terugvallen en werden in dat geval als bedelaars uitgewezen. Ook bij veroordeling wegens met name zwendel, beroving en diefstal volgde na het uitzitten van de straf een verbanning uit het rechtsgebied van het hof waar de straf was uitgesproken. De overheden veranderden de wetgeving al naargelang de economische behoefte en de druk van belanghebbenden. Een voorbeeld van groot verschil in beleid was Utrecht, waar Joden zich niet mochten vestigen en elke dag voor het sluiten van de stadspoorten de stad verlaten moesten hebben. Zij hadden echter in het naburige Maarssen toestemming gekregen om er voor de nacht hun woonplaats in te richten.

## Negentiende eeuw

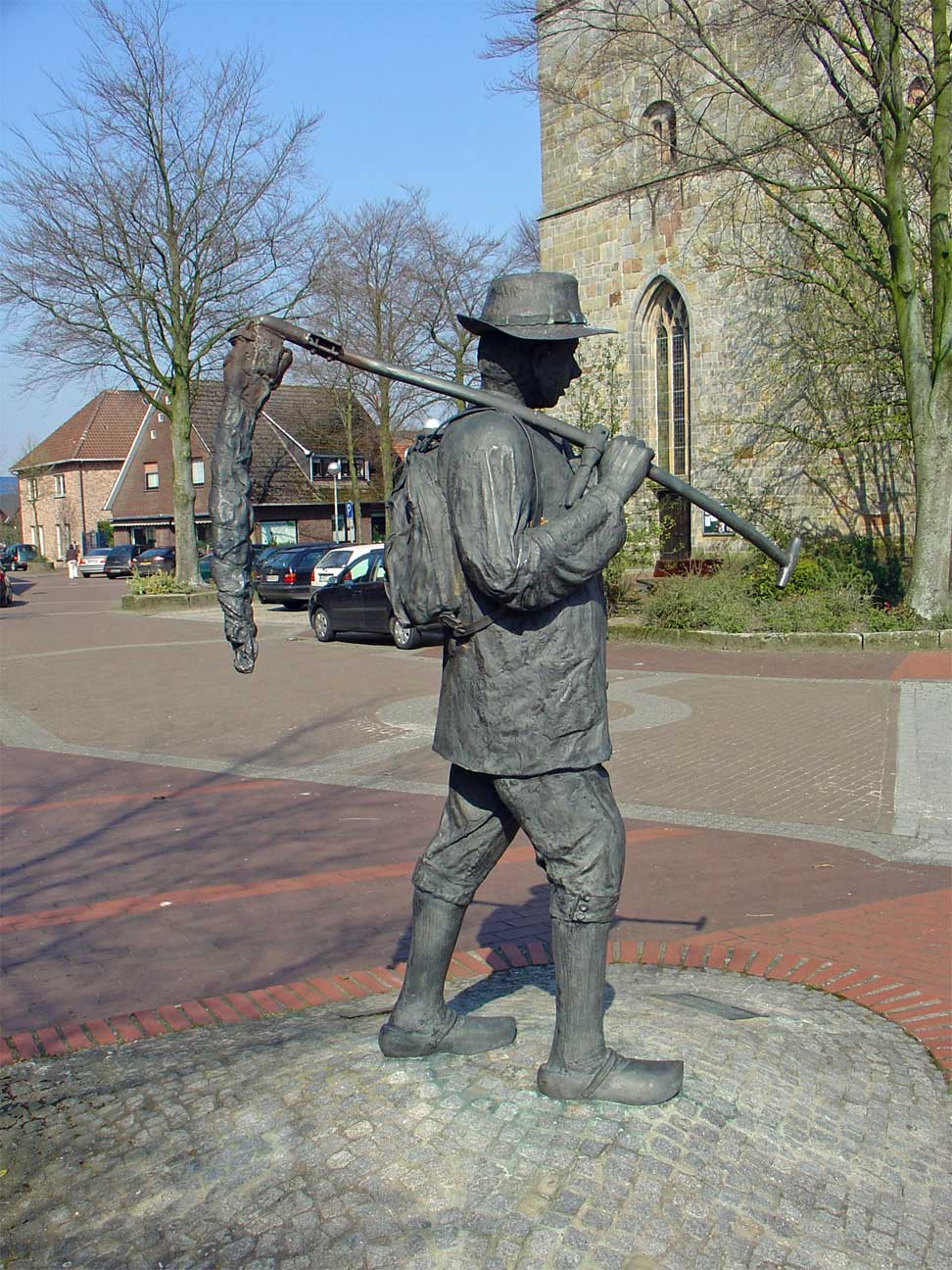
Hannekemaaier

Tussen 1795 en 1815 was het een erg roerige tijd. Door de napoleontische oorlogen die samenvielen met het kortstondige Koninkrijk Holland onder een Franse koning, gevolgd door de annexatie door het Franse Keizerrijk in 1810, migreerden er veel soldaten, ambtenaren en vluchtelingen. In mindere mate deed zich hetzelfde voor ten gevolge van de Belgische Opstand van 1830, die een einde maakte aan het Verenigd Koninkrijk der Nederlanden.
In de verdere loop van de negentiende eeuw bereikte de immigratie haar laagste niveau in de hele Nederlandse geschiedenis. Door de industrialisering en algemene modernisering van de rest van Europa verloor Nederland zijn speciale aantrekkingskracht. Wie vooruit wilde komen, ging nu naar de Verenigde Staten van Amerika. In 1900 was minder dan 2% van de Nederlandse bevolking in het buitenland geboren. Wel gingen nog steeds veel Duitsers als seizoensarbeider in de Nederlandse landbouw werken, zoals hannekemaaiers. Door de betere gezondheidsomstandigheden bleef de Nederlandse bevolking nu uit zichzelf op peil en er ontstond zelfs een geboorteoverschot. In de tweede helft van de negentiende eeuw trokken honderdduizenden Nederlanders als gastarbeider naar Duitsland, zo'n honderdduizend daarvan vestigden zich daar voorgoed.
In de negentiende eeuw kwam het geleidelijk tot een immigratiebeleid op nationaal niveau. Dit werd steeds restrictiever. In de nationaliteitswet van 1838 werd nog uitgegaan van het ius soli: een ieder die op Europees Nederlands grondgebied was geboren werd daarmee automatisch Nederlander. In 1898 werd dit vervangen door een systeem waarin de nationaliteit van de vader bepalend was. Tegelijkertijd verloor een vrouw voortaan de Nederlandse nationaliteit als zij met een vreemdeling trouwde. In 1849 werd een Vreemdelingenwet ingevoerd die voor het eerst eisen stelde aan immigratie. Men moest in eigen levensonderhoud kunnen voorzien door het hebben van voldoende geld of werk en een paspoort bezitten. Politie en marechaussee kregen geheime instructies zigeuners en Chinezen niet toe te laten of weer te verwijderen.

## 1900 tot 1930: De Eerste Wereldoorlog

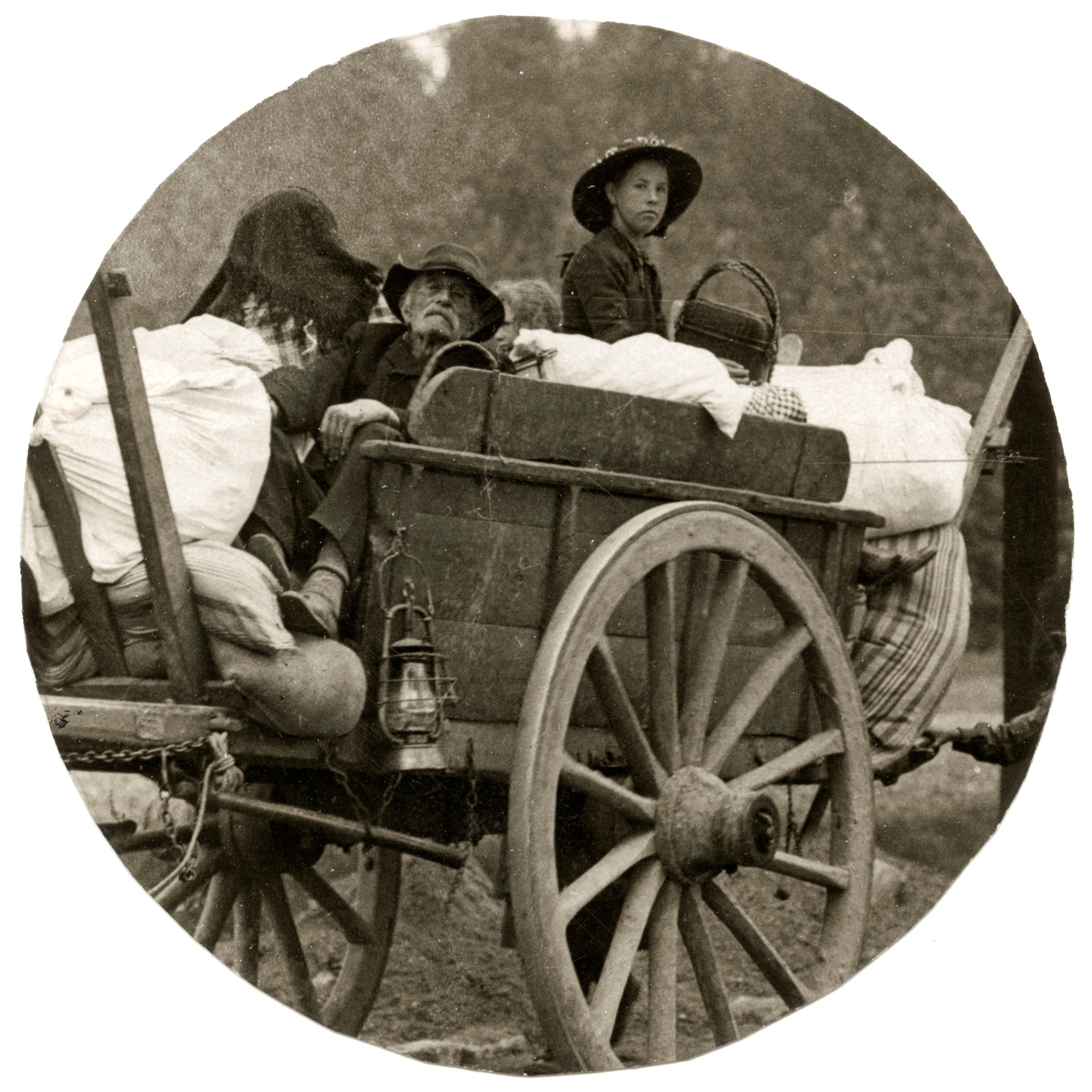
Belgische vluchtelingen naar Nederland

In het begin van de twintigste eeuw begon ook Nederland in belangrijke mate te industrialiseren. Daardoor nam ook de welvaart toe en de behoefte aan allerlei diensten. Dit trok weer meer immigranten aan, zo'n dertigduizend per jaar. Duitse dienstbodes en prostituees of Italiaanse schoorsteenvegers en ijscomakers behoren tot de kleurrijkere voorbeelden van een stijgende immigratiestroom. Gebruikelijker was echter dat de gastarbeiders terechtkwamen in de industrie en mijnbouw. Vooral de Oostelijke Mijnstreek had veel meer krachten nodig dan er lokaal geworven konden worden. Al voor de Eerste Wereldoorlog vestigden zich kleine aantallen Poolse Duitsers — dus etnische Polen uit het grondgebied van Pruisen — en Italianen als mijnwerker in Limburg. Tijdens de oorlog nam het aantal Poolse Duitsers toe omdat zij de dienstplicht wilden ontgaan. Na de oorlog voegden zich weer anderen daarbij omdat zij in Duitsland voor de keus werden gesteld om Duits staatsburger te blijven dan wel Poolse staatsburger te worden na de heroprichting in 1919 van Polen als zelfstandige staat. In 1930 was een derde van de 36.000 mijnwerkers immigrant waaronder zesduizend etnische Polen en vijfhonderd Noord-Italianen die uiteindelijk geassimileerd zouden worden ondanks pogingen van de Poolse overheid om dit door middel van speciale Poolse scholen te voorkomen. Niet alle immigranten waren welkom. De ambtelijke diensten overwogen het land van zich ondertussen gevestigde zigeuners, "Oostjoden" en Chinezen te zuiveren die men als problematische groepen zag. In 1922 werd in Amsterdam een razzia gehouden waarbij driehonderd Chinezen werden opgepakt en naar Hongkong gedeporteerd.
In het begin van de Eerste Wereldoorlog zag Nederland zich onverwacht geconfronteerd met de grootste vluchtelingenstroom uit zijn geschiedenis. Op 4 augustus 1914 viel Duitsland het neutrale België binnen. De Duitse legers trokken eerst door Midden-België richting Parijs, zich te buitengaand aan massale plunderingen, verkrachtingen en moordpartijen. Toen ze zich in oktober naar het noorden keerden en de vesting Antwerpen viel, werd het neutrale Nederland, met een bevolking van zes miljoen, overspoeld door meer dan één miljoen Belgen die in paniek de grens over vluchtten. Hiervan kwamen twintigduizend in Amsterdam terecht. Dezen werden eerst opgevangen in grote, onverwarmde loodsen in de haven. Daar kampeerden ze tot ze een ander onderdak kregen toegewezen. Tientallen gebouwen in de stad werden ingericht tot tijdelijk opvanghuis. Ook sommige Amsterdamse burgers deden hun best om ontheemde Belgen in huis te nemen of om voor eten en kleding te zorgen. De Rooms-katholieke kerk schakelde Belgische priesters in voor zielzorg. De meeste vluchtelingen konden niet zelf in hun eigen onderhoud voorzien en werden ondergebracht in kampen in Gouda, Uden, Nunspeet, Ede, Peize en Gaasterland. Het overgrote deel van de vluchtelingen keerde al voor het einde van 1914 terug naar huis, omdat de situatie in België zich snel normaliseerde en de Duitse bezetter hun veiligheid garandeerde. Zo'n honderdduizend Belgen bleven echter in Nederland achter om het einde van de oorlog af te wachten en zij vertrokken pas in 1918. De vluchtelingen was het in principe verboden te werken: daar was een speciale vergunning voor nodig. Na de oorlog kwamen andere – politieke – vluchtelingen naar Nederland: Vlamingen die met de Duitse bezetter hadden gecollaboreerd en nu in hun eigen land werden aangeklaagd wegens landverraad.

## Jaren dertig: Joodse vluchtelingen
De beurskrach van 1929 stortte de wereld in de Grote Depressie. De wereldhandel kromp sterk, wat Nederland als handelsnatie extra trof. Dat werd nog verergerd door het beleid van de Nederlandse regering de gulden sterk te houden en vast te houden aan de gouden standaard, wat de export schaadde. Het werkloosheidspercentage steeg in 1936 tot het hoogste peil uit de Nederlandse geschiedenis: 32,6%. Dit remde de immigratie af, niet alleen omdat er in het land toch nauwelijks werk te vinden was maar ook omdat er een grote sociale druk was op werkgevers om voorrang te geven aan werkzoekenden van Nederlandse nationaliteit. De regering overwoog ook om op grote schaal immigranten uit te zetten. Dat durfde men uiteindelijk toch niet aan omdat die voornamelijk van Belgische en Duitse herkomst waren en de te verwachten represailles vele tienduizenden Nederlandse arbeiders tot terugkeer uit Duitsland en België genoopt zouden hebben, wat de werkloosheid eerder zou hebben doen oplopen. Wel werden de meeste Chinezen verwijderd.
Indirect zou de Grote Depressie veel fundamentelere gevolgen hebben voor het verschijnsel immigratie in Nederland. Zij veroorzaakte in Duitsland de opkomst van de Nationaalsocialistische Duitse Arbeiderspartij die op 30 januari 1933 een regeringscoalitie vormde met de Duitse Nationale Volkspartij. In juni 1933 werd de parlementaire democratie afgeschaft en begon het nieuwe regime steeds verdergaande maatregelen te nemen die gericht waren op een zuivering van het land van "volksvreemde" elementen. Daar vielen zigeuners en Polen onder maar vooral de Joden of ze nu recente immigranten waren of al eeuwen ingezetenen. Opvallend was de ideologische lading die hieraan gegeven werd. Joden werden verantwoordelijk gehouden voor zowat alles wat er volgens de nationaalsocialisten met Duitsland mis was. Als een kosmopolitische klasse van internationale kapitalisten en bankiers zouden ze de crisis opzettelijk veroorzaakt hebben om de volkeren van de wereld leeg te zuigen. Tegelijk zouden ze ter uitvoering van een joods-marxistisch complot achter de dreiging van de Sovjet-Unie onder Stalin zitten. Ten slotte zouden ze met joods-christelijke denkbeelden over de universele menselijke waardigheid een slavenmoraal aan de Europese volkeren hebben opgelegd teneinde daarop te kunnen parasiteren. Voor Joden zag men ook geen mogelijkheid tot assimilatie omdat ze van nature een kwaadaardig ras zouden vormen. In 1935 voerde men de Rassenwetten van Neurenberg in die Joden alle burgerrechten ontnamen en huwelijken met andere Duitsers strafbaar stelden. De Duitse Joden begrepen dat er in hun land geen toekomst meer voor ze was. Er kwam een stroom van Joodse vluchtelingen op gang, ten dele ook naar Nederland. De Nederlandse regering en bevolking deelden de nationaalsocialistische denkbeelden over het "Jodenvraagstuk" wel niet maar ze wilden ook geen Joden: het latente antisemitisme begon nu op te spelen. Voor de eerste keer werden de normen van de Wet 1849, die uitwerkten als vestigingseisen, gebruikt als strikte toelatingseisen: Joden moesten bemiddeld zijn of werk hebben, anders werden ze aan de grens teruggestuurd. Deze maatregel trof speciaal Joden: vluchtende niet-Joodse communisten werden wel toegelaten.

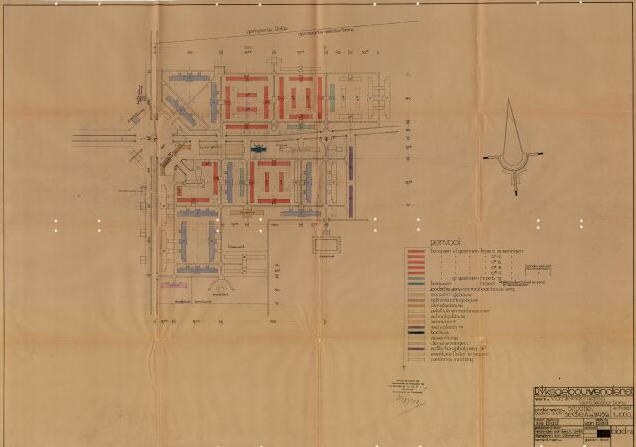
Centraal Vluchtelingenkamp Westerbork

In mei 1938 verscherpte het Nederlandse beleid zich. Tot dan toe was het lastig geweest te bepalen wie er nu eigenlijk Jood was. Die maand kon men gebruikmaken van de Duitse racistische criteria omdat toen een rode "J" in het paspoort gestempeld werd die "voljoden" en "halfjoden" aangaf. De grens werd nu feitelijk voor Joden gesloten. Na de Kristallnacht in november 1938, een explosie van anti-Joods geweld, kwam er een laatste stroom Joodse vluchtelingen uit Duitsland op gang, ook naar Nederland. In december 1938 werden nieuwe Joodse vluchtelingen formeel tot ongewenste vreemdelingen verklaard waarvoor toen voor het eerst de term "illegalen" gebruikt werd. Eerder toegelaten Joodse vluchtelingen die men kon opsporen, wilde men concentreren en interneren in het speciale Centraal Vluchtelingenkamp Westerbork. Illegalen werden naar Duitsland teruggestuurd, ondanks het feit dat de nationaalsocialisten ondertussen begonnen waren de Joden naar concentratiekampen af te voeren. Sommige gemeenten, zoals Amsterdam, weigerden aan dit beleid mee te werken en in juli 1939 staakte de Nederlandse regering, Kabinet-Colijn IV, de uitwijzingen en zond de vluchtelingen uiteindelijk naar Kamp Westerbork waarvan de bouw pas in augustus 1939 van start ging.
Na de bezetting van Nederland in 1940 namen de Duitse machthebbers Kamp Westerbork over. In 1942 besloot het nationaalsocialistische regime in zijn machtsgebied het "Joodse ras" fysiek te vernietigen. Vanaf 1942 werden de gevangenen van Kamp Westerbork naar vernietigingskampen afgevoerd. Het systeem dat opgezet was om Joodse immigranten kwijt te raken werd nu ingezet om ook de Joden met een Nederlandse nationaliteit te deporteren. De Joden in heel Nederland werden eerst gedwongen naar Amsterdam te verhuizen. Daar werden zij gedwongen in drie speciale wijken geconcentreerd: rond het Waterlooplein, in de Transvaalbuurt en in de Rivierenbuurt. Vanuit Amsterdam werd het vervoer naar Westerbork geregeld zodra, door de deportatie naar 'Polen', daar plaats vrij was gekomen. Deze maatregelen, inclusief het opsporen en ophalen van Joden, werden grotendeels door de Nederlandse politie uitgevoerd. Van de 140.000 Joden die voor de oorlog in Nederland woonden, waren er op het eind van de oorlog nog zo’n 30.000 over omdat ze hadden weten onder te duiken. Bijna honderdduizend waren er vermoord als deel van de Holocaust, na hun deportatie naar de vernietigingskampen. Een klein aantal kon vluchten of keerde uit de kampen terug. In geen enkel ander door de Duitsers bezet land zou het percentage vermoorde Joden zo hoog liggen.
Deze gebeurtenissen zouden uiteindelijk een grote invloed hebben op het Nederlandse immigratiebeleid. De internationale gemeenschap zou de Holocaust gaan beschouwen als een fenomeen dat door zijn fundamentele kwaadaardigheid een unieke positie in de wereldgeschiedenis inneemt. Rechtsregels zouden ontwikkeld worden om een herhaling te voorkomen. Die stonden opzettelijk haaks op de nationaalsocialistische denkbeelden en beklemtoonden de gelijkheid voor de wet, ongeacht ras of afkomst; het belang van een effectief asielrecht; en de universele geldigheid van fundamentele mensenrechten. Dit was echter een proces dat tientallen jaren zou vergen. Direct na de oorlog was van enige kritische zelfreflectie bij de Nederlandse regering of bevolking weinig te merken. Er was geen speciale opvang of compensatie voor terugkerende Joden die het vaak grote moeite kostte om hun ondertussen door anderen in bezit genomen woningen en inboedels terug te krijgen. Het politiekorps werd niet systematisch gezuiverd. De vreemdelingendienst stelde zelfs voor opgedoken Duitse Joden alsnog uit te wijzen naar vluchtelingenkampen in Duitsland. In de jaren na de Tweede Wereldoorlog zouden nog duizenden Joden uit Nederland vertrekken naar de Verenigde Staten of naar Israël. De weinig begripvolle ontvangst na het verdwijnen van de Duitse bezetter en de zwijgende inbezitneming van hun woningen en inventarissen was debet aan hun gevoel niet meer thuis te zijn in Nederland.

## Jaren veertig: Nederlands-Indië

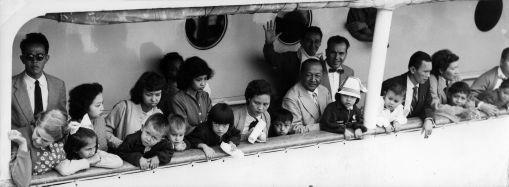
Immigranten uit Indonesië van de vierde golf in 1958

De Tweede Wereldoorlog zou buiten Europa indirect een aanzienlijke immigratiestroom naar Nederland op gang brengen. Nederland had een ten opzichte van het moederland zeer grote kolonie: Nederlands-Indië. De meeste bewoners van dat gebied was nooit de Nederlandse nationaliteit toegekend. Ze hadden de status van onderworpen "inlanders". Om te voorkomen dat ze een Nederlandse identiteit zouden ontwikkelen en de bijbehorende gelijkberechtiging zouden eisen, was in hun onderwijssysteem de voertaal Maleis. Het gebied kende echter sinds het einde van de negentiende eeuw een relatief omvangrijke bovenlaag van Nederlandse bestuurders, ondernemers en hoger personeel. De meesten onder de migranten van Nederland naar Indië, ongeveer honderdduizend tussen 1900 en 1940, waren mannen. Velen hadden inlandse vrouwen gehuwd die daarmee de Nederlandse nationaliteit kregen, net als hun kinderen van "gemengd bloed", de zogenaamde Indo's of "Euraziaten" die onderscheiden werden van de totoks, de "volbloed"-Europeanen.
In 1942 had Japan de kolonie veroverd. Op 17 augustus 1945, twee dagen na de Japanse capitulatie, werd de Republiek Indonesië uitgeroepen. Tijdens de Indonesische Onafhankelijkheidsoorlog poogde Nederland de kolonie weer volledig onder zijn gezag te brengen maar in 1949 bleek dat te hoog gegrepen. Tussen 1945 en 1965 vertrokken ongeveer vierhonderdduizend totoks, Indo's en Molukkers uit het voormalig Nederlands-Indië in vijf golven naar Nederland, waarvan er echter weer 76.000 naar Indonesië zouden terugkeren. De eerste en grootste golf, van zo'n zeventigduizend personen, deed zich voor in 1946 na de bersiap-periode waarin Indonesische nationalisten poogden de Nederlandse bovenlaag uit te roeien. De tweede golf, vijfenvijftigduizend personen, arriveerde in Nederland in 1950 na de soevereiniteitsoverdracht aan Indonesië op 27 december 1949. Een derde golf van vijfentwintigduizend hing in 1955 samen met de nationalisering van Nederlandse bedrijven. De vierde golf van veertigduizend vond in 1958 plaats. Zij die eerder voor de Indonesische nationaliteit hadden gekozen, kregen nu als "spijtoptanten" weer de kans Nederlander te worden. In 1962 was er een laatste golf van twintigduizend bij het opgeven van Nederlands-Nieuw-Guinea. Behalve Nederlanders kregen ook zo'n tienduizend bemiddelde Chinezen de kans te immigreren, alsmede enkele honderden Papoea's.

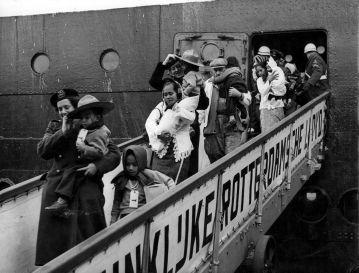
Molukkers arriveren in maart 1951 in Rotterdam

Een speciaal geval vormden de zogenaamde Molukkers, naar het hoofdeiland Ambon binnen de archipel waar zij vandaan kwamen ook Ambonezen genaamd. Het betrof hier 3578 militairen van het KNIL die in 1950 op Oost-Java waren gelegerd en daar niet veilig konden worden gedemobiliseerd. Zelf wilden ze naar de Zuid-Molukken toe maar de Nederlandse regering vreesde dat ze daar zouden meedoen aan de onafhankelijkheidsstrijd tegen de Indonesische regering. Daarom kregen ze bevel om samen met hun gezinnen, in totaal zo'n twaalfduizend personen, naar Rotterdam in te schepen, alwaar ze alsnog uit de krijgsdienst ontslagen werden. De Centrale Raad van Beroep verwierp hierna hun eis in de Nederlandse krijgsmacht opgenomen te worden. De Molukkers, hoewel zeer overwegend christelijk, hadden niet de Nederlandse nationaliteit. Ze bleven stateloos; de ambtelijke diensten kregen echter opdracht zo veel mogelijk te handelen alsof het Nederlanders waren. Zowel zijzelf als de Nederlandse regering hielden vast aan de fictie dat ze weldra naar Indië zouden terugkeren, wat leidde tot een beleid van segregatie. Ze werden voorlopig, als waren het nog steeds militaire eenheden, in kampen, "woonoorden", gelegerd zoals de voormalige Duitse kampen te Vught en Westerbork (Schattenberg). Deze situatie was niet bepaald bevorderlijk voor een snelle integratie in de Nederlandse samenleving. De volwassenen kregen amper bijscholing en konden moeilijk aan werk komen. Bij de tweede generatie was het opleidingsniveau gemiddeld laag en de werkloosheid hoog. Na opheffing van de kampen wilden zij bijeenblijven en daartoe kregen zij aparte woonwijken toegewezen.
De immigratie van degenen met een Nederlandse nationaliteit werd aangeduid met het woord 'repatriëring', letterlijk "terugkeer naar het vaderland", al waren veel van deze mensen nooit eerder in Nederland geweest en strikt gesproken allochtonen. Bijzondere aandacht voor de Indo's, die ongeveer twee derden van de repatrianten uitmaakten, was er niet, en van hen werd een snelle aanpassing gevraagd. Het beleid had als uitgangspunt dat de repatrianten simpelweg Nederlanders waren. Van een directe assimilatie was echter geen sprake. Men behield lange tijd het eigen accent en afwijkende traditie. De meesten slaagden er echter in goed te integreren, het best in steden als Den Haag waarin een eeuw lang een subcultuur bestond van 'Indischgasten', zoals teruggekomen en gepensioneerde ambtenaren en soldaten uit Indië werden genoemd. In de negentiende eeuw waren zo'n honderdvijftigduizend jongemannen naar Indië vertrokken om als beroepsmilitair in het KNIL te dienen. De integratie werd sterk bevorderd door een krappe arbeidsmarkt. Door de "repatriëring" had Nederland in alle jaren vijftig een immigratieoverschot, maar dat werd verminderd door een grote emigratie.

## Jaren vijftig: emigratie
Na afloop van de Tweede Wereldoorlog hadden zowel regering als bevolking extreem pessimistische verwachtingen aangaande de toekomst van het koninkrijk. Het beeld heerste dat een sterk verarmd Nederland in puin lag, bezaaid met louter verwoeste fabrieken en woningen, afgewisseld door ondergelopen polders. Men ging ervan uit dat het deactiveren van de oorlogsindustrie tot een langdurige wereldwijde depressie zou leiden. Woningnood en werkloosheid zouden jammerlijke vormen aannemen. Het volk zou zich met landbouw in leven moeten houden, maar daar was het grondgebied te klein voor: Nederland was, dacht men, daarvoor structureel overbevolkt, wat nog verergerd werd door de naoorlogse geboortegolf. Men overwoog het Bakker Schut-plan, de annexatie en verdrijving van de bevolking van grote delen van Duitsland. De komst van de Indische "repatrianten" werd op dat moment als extra ongelukkig ervaren.
De Nederlandse regering besloot de emigratie actief te gaan stimuleren. Begin 1950 sprak minister-president Willem Drees het volk toe in zijn nieuwjaarstoespraak:
Een deel van ons volk moet het aandurven zoals in vroeger eeuwen zijn toekomst te zoeken in grotere gebieden dan eigen land.

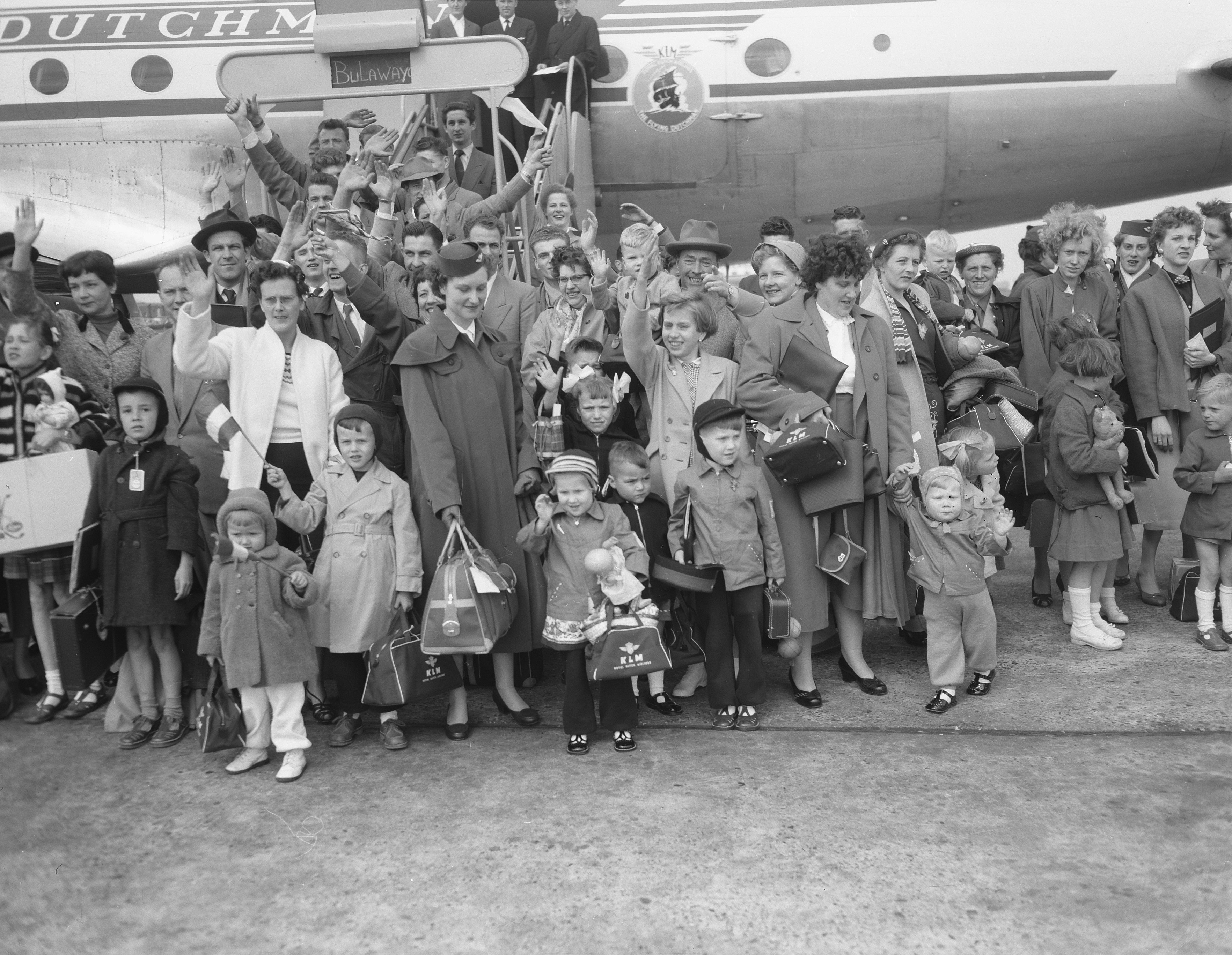
Nederlanders emigreren in 1955 naar Rhodesië

De overheid startte een campagne met posters, voorlichtingsfilms en bijeenkomsten die mensen enthousiast moest maken voor vertrek naar elders. Een derde van de bevolking overwoog te emigreren. Tussen 1950 en 1964 zouden een half miljoen Nederlanders vertrekken, vooral naar Canada, Australië, de Verenigde Staten, Nieuw-Zeeland en Zuid-Afrika. De piek naar die landen lag in 1952 met zo'n vijftigduizend mensen. Die werden niet alleen gemotiveerd door het vermeende ontbreken van een toekomstperspectief in eigen land. Een belangrijke factor vormde het veel hogere loonniveau in de immigratielanden waarvan men de aantrekkelijke levensstijl door Amerikaanse films had leren kennen. Na 1947 vreesde men ook dat de Koude Oorlog weldra zou uitlopen in een Derde Wereldoorlog, en dat het land of verwoest zou worden door een kernoorlog of bezet door het Rode Leger. De emigratie zou overigens lang niet altijd een goed einde hebben en een derde zou weer terugkeren.
Al tijdens de jaren vijftig bleek het emigratiestreven van weinig werkelijkheidszin te hebben getuigd. De verwoestingen in Nederland vielen mee vergeleken met andere landen. Het grootste deel van de stedelijke gebieden en het machinepark, nog flink uitgebreid tussen 1940 en 1942, was relatief ongeschonden gebleven. Na een korte herstelfase lagen de woningvoorraad en de industriële capaciteit weer op het niveau van 1939. Daar zou het niet bij blijven. De Amerikaanse regering liet de oorlogsindustrie omschakelen naar een vredesproductie. Dit leidde tot een tot dan toe ongekende welvaart. Die werd via de Marshallhulp ook gedeeld met de bondgenoten. De Nederlandse economie bloeide op en behaalde gedurende de jaren vijftig een gemiddelde jaarlijkse groei van zo'n vijf procent. Al in 1946 kenden vele sectoren een tekort aan arbeidskrachten omdat er zoveel jongemannen gemobiliseerd waren voor de oorlog in Indië. Dat werd daarna sterk verergerd door de emigratie want ook daarin waren jonge mannelijke werkkrachten oververtegenwoordigd. Er kon zich geen normale arbeidsreserve vormen en op de arbeidsmarkt heerste na 1952 constant krapte. Om te voorkomen dat hierdoor de lonen zouden stijgen werd er een geleide loonpolitiek gevoerd waarbinnen het werkgevers simpelweg verboden was de salarissen te verhogen. Het lage loonpeil maakte hoge kapitaalinvesteringen mogelijk. In veel gebieden werd het platteland geïndustrialiseerd waardoor moeiteloos de uitstoot van arbeidskrachten door de mechanisering in de landbouw kon worden opgevangen. Kort na de oorlog zag men zich al gedwongen in feite vrije arbeidsmigratie toe te staan. Werkkrachten uit de buurlanden konden in Nederland werken of zich er vestigen. Omgekeerd gingen Nederlanders in andere Europese landen werken. Dit verschijnsel zou in de zeventig jaar daarna alleen maar verder in omvang toenemen. Het leeuwendeel van de naoorlogse emigratie uit Nederland en de immigratie naar Nederland betreft migratiebewegingen tussen westerse landen onderling.
Voor de essentiële sector mijnbouw bleek een spontane immigratie niet afdoende. Men begon krachten te werven onder de displaced persons, de ontheemden uit Oost-Europa. In 1949 werd een akkoord gesloten met Italië voor de tijdelijke vestiging van ongehuwde gastarbeiders. In 1955 begon men met ruimere werving van Italianen voor de industrie. De absolute aantallen bleven echter gering: in 1960 waren er 3291 gastarbeiders uit het Middellandse Zeegebied in Nederland. De vakbonden werd toegezegd dat ze een contract van maximaal twee jaar zouden krijgen. In feite hielden werkgevers zich hier niet aan omdat ze ingewerkte krachten niet kwijt wilden.

## Jaren zestig: arbeidsmigratie

### Werving in Zuid-Europa, Turkije en Marokko

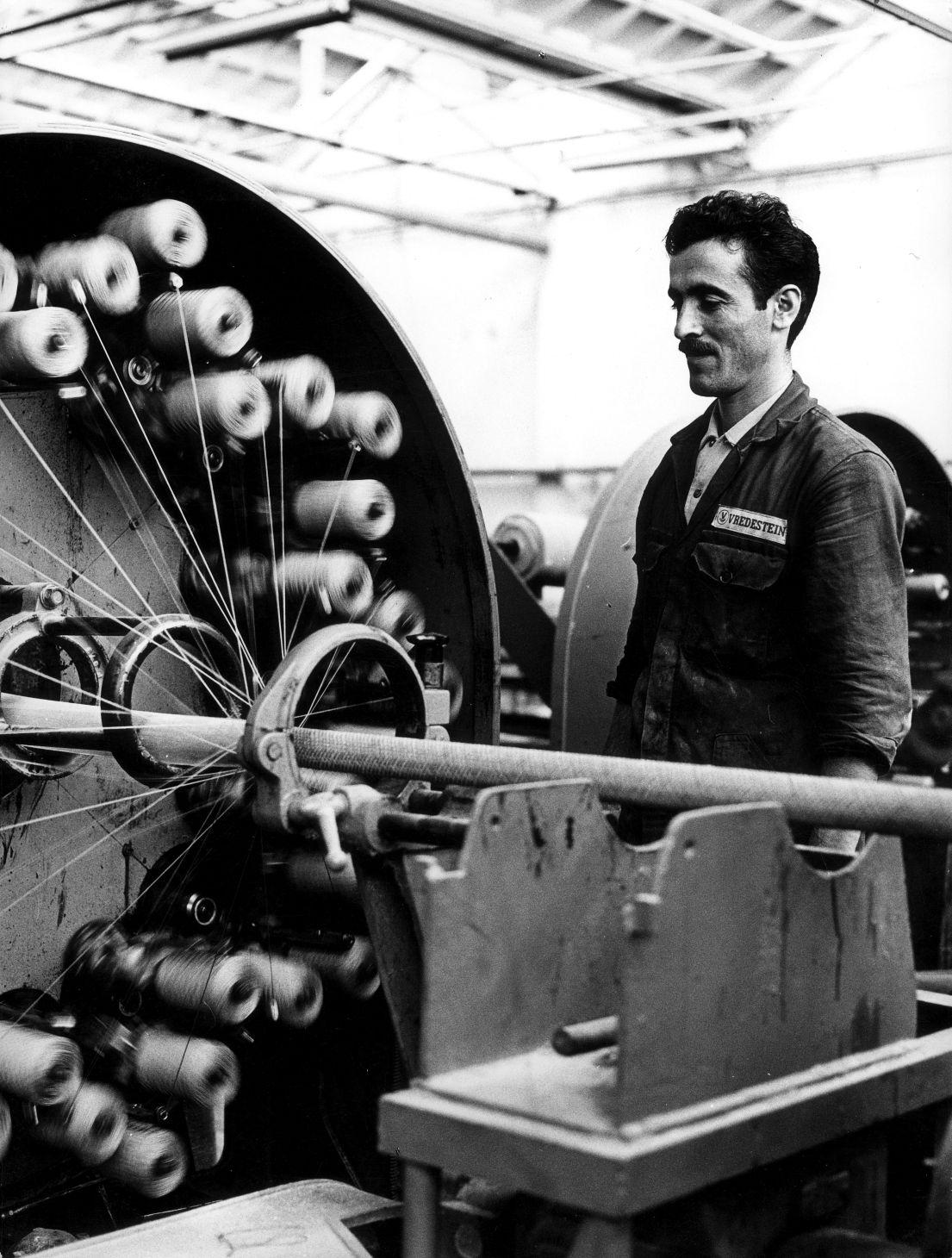
Een Turkse gastarbeider bij Vredestein

De snelle wederopbouw en voorspoedige industrialisatie brachten een forse groei van het bnp met zich mee. Dat leidde tot een toenemende spanning met het lage loonniveau van de arbeiders: de vakbonden eisten dat hun leden ook eens zouden gaan profiteren. Begin jaren zestig barstte de bom: in 1963 en 1964 was er een loonexplosie. Tussen 1958 en 1964 stegen in Nederland de relatieve arbeidskosten per eenheid product met een derde. De economische groei werd door de hogere koopkracht verder aangejaagd en bedroeg in dit decennium gemiddeld zo'n zes procent per jaar. Het land bevond zich daarmee in een vrijwel constante toestand van hoogconjunctuur. De industrie kende een schreeuwende vraag naar goedkope, voornamelijk ongeschoolde, arbeid. Omdat er nog steeds mensen vertrokken naar elders, had Nederland al aan het einde van de jaren vijftig arbeidskrachten nodig gehad. Begin 1960 verlangde het Centraal Sociaal Werkgevers Verbond van het Ministerie van Sociale Zaken grootschalige werving van arbeiders in het zuiden van Europa. Daartoe stelde de Commissie Buitenlandse Arbeiders een standaardcontract op. De werkgevers betaalden de reiskosten en regelden huisvesting, meestal in barakken. In 1960 begon de werving in Italië, in 1961 in Spanje. Verreweg de grootste groep "zuidelijke" arbeidsmigranten vormden in deze fase de Spanjaarden waarvan er in 1965 16.528 in Nederland verbleven. Halverwege de jaren zestig volgden wervingsacties in Turkije (1964) en Marokko (1969). In 1970 hadden zo'n tachtigduizend "mediterrane" arbeiders een arbeidsvergunning, waaronder 20.615 Turken en 19.125 Marokkanen.
De periode 1960-1974 zou uitzonderlijk blijken: Nederland had sinds het ronselen van huurlingen, het laatst door het Koninkrijk Holland, nooit meer massaal immigratie gestimuleerd en zou ook na 1974 niet meer op grote schaal werven. Het toelatingsbeleid was in die tijd vanzelfsprekend ruim. De werkgevers bedongen dat de immigratie zo min mogelijk belemmeringen werden opgeworpen. Een quotum of een roulatiesysteem wezen ze af. Parallel aan de officiële werving van arbeidsmigranten kwam een nog omvangrijker spontane immigratiestroom op gang: buitenlanders kwamen op eigen initiatief naar Nederland en als zij hier werk vonden dan kregen zij eenvoudig een verblijfs- en arbeidsvergunning. Daarvoor moest men een borg van vijfhonderd gulden bij de politie te storten, om de kosten te dekken van een mogelijke terugreis. De geworven en 'spontane' arbeiders kregen allemaal tijdelijke contracten, vanuit de gedachte dat ze na een paar jaar zouden terugkeren. Om die reden werden zij 'gastarbeiders' genoemd, ook wel 'arbeidsforensen'. Hun verblijfsstatus hield op te bestaan bij het einde van het arbeidscontract. Om de administratieve kosten voor werkgevers te verminderen als ze van ingewerkte gastarbeiders de contractperiode wilden verlengen, werden deze tijdelijke verblijfsvergunningen uiteindelijk permanent gemaakt.
Aan de 'spontanenregeling' kwam in mei 1968 een eind nadat zo'n zeventigduizend migranten er gebruik van hadden gemaakt. Als uitwerking van een richtlijn van de Europese Economische Gemeenschap werd toen een visumplicht ingevoerd voor arbeidsmigranten van buiten de lidstaten. De industrie begon de terugval in arbeidsmigratie als nijpend te ervaren en in reactie daarop begon nu de staat buiten de EEG arbeidskrachten te werven, vooral in Turkije en Marokko, ruim vijftigduizend tussen 1968 en 1974.

### Gezinshereniging

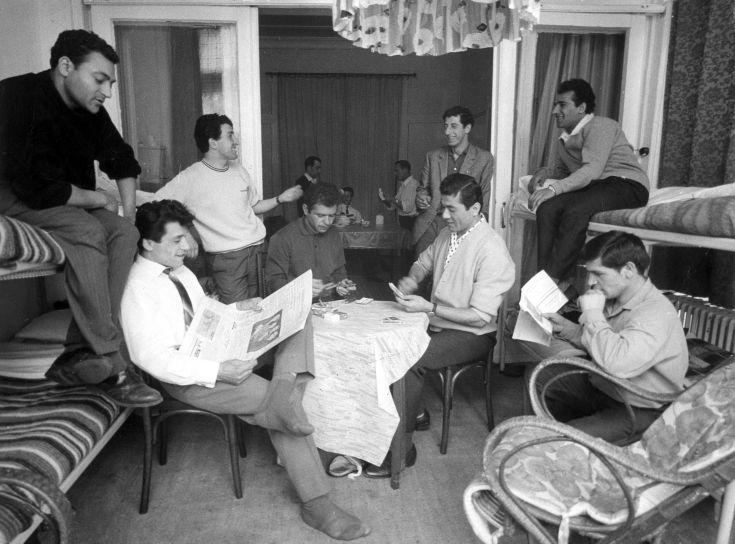
Dergelijke situaties vond de KVP onwenselijk

In de jaren vijftig had nog als eis gegolden dat gastarbeiders ongehuwd waren; het kabinet-Drees II verbood in 1955 gezinshereniging. Hier wilden de werkgevers echter van af, om migratie aantrekkelijker te maken en de arbeiders hechter aan hun bedrijf te binden. Als de gezinnen in Nederland verbleven, zou ook een groter deel van het salaris daar worden uitgegeven, wat weer de nationale economie ten goede kwam. De rechts-confessionele regering De Quaij, waarvan de VVD deel uitmaakte, ging in deze gedachtegang mee. Voor de christendemocratische Katholieke Volkspartij golden ook sociale overwegingen. Het langdurig samenhokken van grote groepen mannen in pensions zou leiden tot allerlei ongezonde toestanden. Het gezinsleven in een volwaardig huwelijk, als "hoeksteen van de samenleving", moest ook hier bevorderd worden. Vanaf 1960 mochten arbeidsmigranten – toen nog vooral Italianen en Spanjaarden – hun vrouwen en kinderen naar Nederland laten komen, als ze voldoende huisvesting hadden, een arbeidscontract hadden voor nog ten minste één jaar, en twee jaar (later één jaar) in Nederland woonden en werkten. Voor Spaanse echtgenotes gold vanaf 1963 dat ze meteen na afloop van de proeftijd van hun echtgenoot naar Nederland mochten komen, als ze geen kinderen hadden en zelf ook werk zochten. Voor Italianen gold uiteindelijk het vrij verkeer van werknemers binnen de EEG, de voorloper van de huidige Europese Unie: hun gezinnen mochten vanaf 1968 meteen meereizen. Overigens keerden meer Spanjaarden en Italianen terug dan dat er hun gezin lieten overkomen. De reden was dat hun vaderlanden zich economisch begonnen te ontwikkelen en ruimer werkgelegenheid ontstond. Het regelmatig terugkeren gold in het begin ook voor de meeste Turken en Marokkanen. Van de midden jaren zestig in Turkije en Marokko geworven krachten was in 2003 respectievelijk 85% en 70% niet meer in Nederland woonachtig.

### Integratie in de jaren zestig
Van enig integratiebeleid was in de jaren zestig geen sprake. Gastarbeiders konden en moesten zelfs bij voorkeur hun eigen identiteit behouden (eigen taal, eigen religie, eigen gewoonten), om de terugkeer naar het land van herkomst te bevorderen. Over de integratie was wel verschil van mening tussen het Ministerie van Sociale Zaken en de Vreemdelingendienst van het Ministerie van Justitie. Voor Sociale Zaken golden vooral de financiële voordelen van de arbeidsmigratie. Die lagen niet alleen in de hogere winsten en vermogensvermeerderingen van de ondernemers. Het migratiepatroon waarop men hoopte, waarin een migrant zonder scholingskosten als volwassene hier kwam, tijdens zijn meest gezonde en productieve jaren belastingen en premies afdroeg, en daarna weer vertrok zonder een beroep te doen op uitkering, AOW of zorg, was ook zeer gunstig voor de staatsfinanciën. Het jaarlijks batig saldo voor de Staat zou volgens een latere schatting uit 1995 in 1970 zijn piek gehad hebben met ruim drie miljard gulden. De Vreemdelingendienst was hier echter pessimistisch over. Men voorspelde dat na gezinshereniging geen remigratie meer zou volgen. In dat geval zou integratie juist wel belangrijk zijn. Men drong daar echter niet op aan want men geloofde dat de cultuurverschillen meestal hoe dan ook te groot zouden zijn voor assimilatie. Justitie lette ook op de ontwikkeling van de criminaliteit. Die verdubbelde in de jaren zestig doordat de "babyboomers" jongvolwassenen werden en het verminderen van de sociale controle normoverschrijdend gedrag in de hand werkte. Justitie onderkende dat de relatief kleine aantallen arbeidsmigranten hier weinig invloed op hadden maar identificeerde bepaalde groepen, zoals Marokkanen, als problematisch. Dit kwam vaak voort uit vooroordelen en stereotypering, in plaats van uit een objectieve beoordeling van criminaliteit. In 1973 werden 569 Turken en Marokkanen ter zake van een misdrijf onherroepelijk veroordeeld, tegenover 41.186 autochtonen.

## Jaren zeventig: eerste oliecrisis

### Restrictief toelatingsbeleid
In de eerste jaren van de jaren zeventig bleef de economie gestaag groeien terwijl de werving van arbeidsmigranten doorging. In oktober 1973 echter begonnen door de Jom Kipoeroorlog de olieprijzen fors te stijgen met als gevolg de Eerste Oliecrisis. Nederland raakte in een economische recessie en de werkloosheid nam snel toe. In de jaren zestig was men gewoon geraakt aan een toestand van volledige werkgelegenheid, die historisch gezien zeer uitzonderlijk was. Hoewel het werkloosheidspercentage nu slechts toenam tot zo'n 4%, werd dat door de vakbonden en de publieke opinie als uiterst zorgwekkend ervaren.

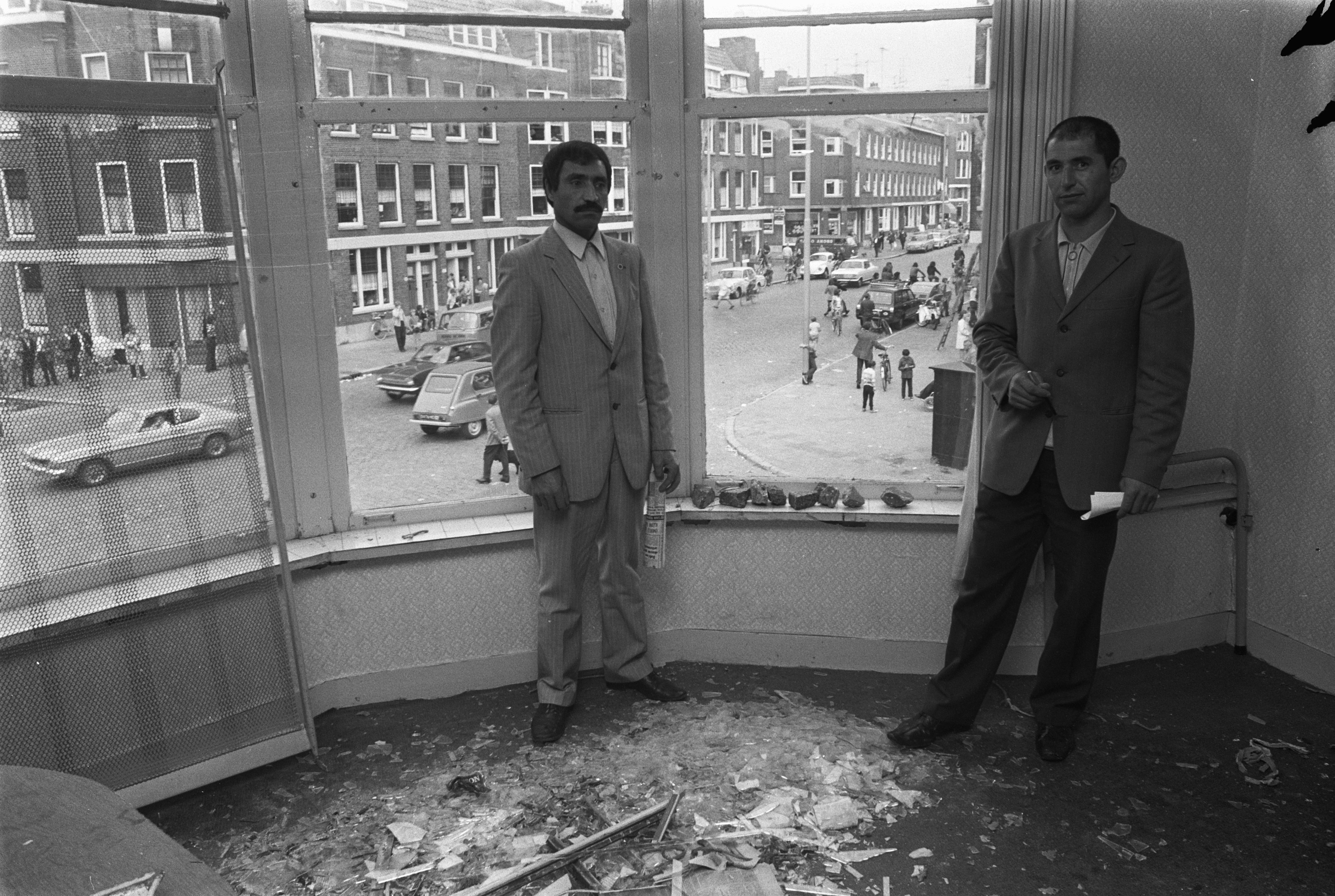
Bij een Turks pension werden de glazen ingegooid

In 1973 was het kabinet Den Uyl aangetreden, waarin voor het eerst sinds 1966 de Partij van de Arbeid weer aan de regering deelnam. In die partij was de invloed van de vakbonden groot en die hadden steeds bezwaren gehad tegen de arbeidsmigratie. Ze namen aan dat die niet zozeer tot investeringen van opgehoopt kapitaal had geleid als wel tot het vergroten van dat kapitaal door het drukken van het loonniveau. Door de oliecrisis viel nu ieder draagvlak voor de werving van arbeidskrachten weg, die in 1974 beëindigd werd. Men ging hiermee over tot een doelbewust restrictief, beperkend, toelatingsbeleid, net als de meeste landen van West-Europa. De PvdA hoopte daarmee ook de spanningen te verminderen die tussen haar aanhang en de gastarbeiders waren gegroeid. Migranten werden bijvoorbeeld aangewezen als oorzaak van het woningtekort, terwijl in werkelijkheid volgens onderzoek woningnood vooral veroorzaakt wordt door politieke beleidskeuzes zoals meer bouwen moeilijker te maken door middel van regulering. Toen een Turkse "huisjesmelker" een autochtone huurster bij het Rotterdammer Afrikaanderplein op straat zette, sloeg in de zomer van 1972 de vlam in de pan. Het kwam tot rellen waarin bij pensions ruiten werden ingeslagen en het huisraad op straat gegooid. Turkse cafés werden aangevallen met molotovcocktails. Knokploegen uit andere steden kwamen hierbij helpen. Na een week onderdrukte de politie de ongeregeldheden maar de schrik zat er bij de Rotterdamse bestuurders goed in. De Rotterdamse gemeenteraad, beheerst door de PvdA-fractie, nam een besluit aan dat bepaalde dat in een wijk niet meer dan 5% "buitenlanders" (gastarbeiders en rijksgenoten) mochten wonen. Het besluit had geen wettelijke basis en werd in 1974 door de Raad van State vernietigd.
In het immigratiedebat in het begin van eenentwintigste eeuw hebben veel auteurs zich afgevraagd waarom bij deze gelegenheid niet ook werd overgegaan tot de uitzetting van al aanwezige arbeidsmigranten door simpelweg hun verblijfsvergunningen niet meer te verlengen, iets waartoe geen wet of verdrag Nederland verplichtte. Geen enkele partij stelde dat in 1973 echter voor. Hierbij speelde zeker een rol dat men ervan uitging dat hun aantallen toch wel door spontane remigratie zouden verminderen aangezien er tot dan toe een grote terugkeer was geweest. De werkgevers zaten ook helemaal niet te wachten op een verkrapping van de arbeidsmarkt die een opwaartse kracht op de lonen zou uitoefenen. Het kabinet-Den Uyl zou in 1976 het minimumloon en de uitkeringen toch al verhogen tot het hoogste reële koopkrachtniveau uit de Nederlandse geschiedenis; hogere overheidsuitgaven hadden al in 1975 de recessie beëindigd met een laatste jaar van 5% groei. Ook werd het algemeen als cru ervaren om mensen die men zelf had geronseld meteen weer eruit te gooien als het eens tegenzat. Het zich op etnische criteria ontdoen van hele bevolkingsgroepen had daarbij een verontrustende gelijkenis met de gebeurtenissen in de Tweede Wereldoorlog die in toenemende mate als ethisch ijkpunt genomen werd, mede onder invloed van het werk van Jacques Presser. Desalniettemin wilde het kabinet wat vaart zetten achter de terugkeer en stelde in een regeringsnota voor om vijfduizend gulden te betalen aan iedere gastarbeider die het land voorgoed verliet. Dat viel echter niet goed bij de aanhang van de PvdA die niet begreep waarom migranten beloond moesten worden voor iets wat ze toch al geacht werden te doen. Andere partijen spraken honend van een "oprotpremie".

### Regulariseren van illegalen
Omdat de hoeveelheid inkomende migranten vooral afhangt van het aantal openstaande vacatures en migratierestricties volgens onderzoek niet of heel weinig effectief zijn in het reduceren van migratie, had het stopzetten van de 'spontanenregeling' een nieuwe vorm van gastarbeid in Nederland geschapen: de illegale arbeider. Deze illegalen kwamen na mei 1968 buiten de officiële kanalen om naar Nederland. Iemand zonder een arbeidsvergunning – tegenwoordig tewerkstellingsvergunning geheten – laten werken was en is strafbaar, maar de straffen waren toen laag en de controle was miniem. In 1974 werden de controles echter strenger. Een groep Marokkanen zocht asiel in een kerk en ging in hongerstaking om uitzetting te voorkomen. Om een streep te zetten onder het verleden besloot men, in navolging van Frankrijk en België maar zeer tegen de zin van de Vreemdelingendienst, tot een eenmalige regularisatie op 30 mei 1975. De voorwaarde was dat men al sinds 1 november 1974 in Nederland verbleef. Achttienduizend mensen dienden een verzoek in. Vijftienduizend illegalen, voornamelijk Turken en Marokkanen, kregen een verblijfsvergunning. Dat jaar verbleven er ruim zestigduizend Turken en dertigduizend Marokkanen in Nederland: 53 529 Turkse werknemers, 29 637 Marokkaanse werknemers en nog eens twintigduizend overgekomen gezinsleden.

### Gezinshereniging
Deel van het nieuwe restrictieve toelatingsbeleid was dat als een arbeidsmigrant nu het land voor langere tijd verliet, hij niet meer terug kon komen. Dat bleek een averechts effect te hebben. Al het invoeren van de visumplicht in 1968 had veel gastarbeiders huiverig gemaakt om terug te keren. Velen gingen nu niet meer weg en lieten hun gezin overkomen, gebruikmakend van de ambtelijke regeling voor gezinshereniging die niet werd ingeperkt. In 1972 had de Algemene Werkgevers Vereniging voorgesteld in het kader van een rotatiesysteem gezinshereniging geheel te verbieden maar dat plan vond weinig bijval. Omdat de Nederlandse overheid en het Nederlands bedrijfsleven deze gastarbeiders zelf had uitgenodigd om in Nederland te komen werken, vond men het moreel onverantwoord om hen te verbieden hun gezinnen te laten komen. Daarbij zou dat in strijd zijn geweest met Artikel 8 van het Europees Verdrag voor de Rechten van de Mens dat het recht op gezinsleven garandeerde. Eerder had de rechterlijke macht dit verdrag meer gezien als een vage richtlijn voor beleid maar in de jaren zeventig drong langzaam het besef door dat er wegens de directe werking ook in rechtszaken een beroep op kon worden gedaan. De positie van de Vreemdelingendienst bleef echter dat hereniging een gunst was, geen recht. Voorwaarde voor de hereniging was dat de gastarbeider minstens één jaar in Nederland gewerkt had en verbleven was, een arbeidscontract had voor minstens nog een jaar en over zelfstandige huisvesting beschikte. Dat laatste was vaak een obstakel want gemeenten verleenden niet snel een woonvergunning aan gastarbeiders. Sommigen werkten met een puntensysteem waarmee men langzaam het recht op een huurwoning kon opbouwen. Om dit te omzeilen begonnen immigranten al eind jaren zeventig koophuizen te verwerven. Tot en met 1979 kwamen zo nog een vijftigduizend Turkse en Marokkaanse vrouwen en minderjarige kinderen naar Nederland. In individuele gevallen werd ook hereniging met meerderjarige kinderen en zelfs ouders toegestaan.
Het gezinsmigratiebeleid werd aangepast aan de sinds de jaren zestig snel veranderende ideeën over vrouwenemancipatie, huwelijk en gezin. Voorheen mochten alleen Nederlandse mannen hun buitenlandse echtgenote en kinderen naar Nederland laten komen: vanaf 1975 mochten Nederlandse vrouwen dat ook, en vanaf 1979 mochten ze dat onder dezelfde voorwaarden als mannen. Vanaf 1973 kwamen op instigatie van staatssecretaris Jan Glastra van Loon niet alleen getrouwde, maar ook ongetrouwde en niet alleen heteroseksuele maar ook homoseksuele koppels voor gezinsmigratie in aanmerking, indien de in Nederland wonende partner de Nederlandse nationaliteit bezat en zich garant stelde voor het levensonderhoud.

### Surinamers
In de jaren zeventig kreeg Nederland ook te maken met een significante instroom van migranten uit Suriname. Tot halverwege de jaren zestig kwamen slechts mondjesmaat mensen uit Suriname, meestal om te studeren. Ze keerden na afronding van hun studie veelal terug naar hun geboorteland. Vanaf 1965 veranderde dat beeld. Er arriveerden meer laagopgeleiden om in Nederland te werken, gelokt door het hogere loonniveau. Van 1970 af lag de migratie op ongeveer tienduizend per jaar. Het kabinet-Biesheuvel I overwoog de invoering van een visumplicht, maar het Statuut voor het Koninkrijk der Nederlanden uit 1954 met maar één staatsburgerschap voor het hele Koninkrijk der Nederlanden maakte het onmogelijk Surinaamse migranten te weren. Minister van Justitie Dries van Agt stelde voor dan maar de Grondwet te wijzigen. Dat zou een traag en moeizaam proces geworden zijn en zo kwam een snellere en meer fundamentele oplossing in beeld.
Vanuit Creools-Surinaamse kringen, waarin het Surinaamse nationalisme het krachtigst ontwikkeld was, werd vanaf de jaren zestig voor onafhankelijkheid geijverd. Het Nederlandse kabinet-Den Uyl hoopte in 1973 dat de toekenning daarvan de migratie zou beëindigen. Het Surinaamse kabinet-Arron wilde hieraan wel meewerken. Ook hier was het effect averechts. Veel Hindoestaanse Surinamers zagen een leven in een onafhankelijk Suriname niet zitten. Eind 1974 kwam vlak voor de onafhankelijkheid een migratiestroom richting Nederland op gang van ongeveer veertigduizend mensen. De overheid wilde echter in eerste instantie geen speciale maatregelen nemen voor wat zij zag als reguliere migratie binnen het Rijk. Er was daarom aanvankelijk onvoldoende huisvesting. Dit leidde vanaf 1974 tot felle protesten van Surinaamse zijde. Er was een appel op gemeenten om huurwoningen aan Surinamers toe te delen maar de respons was nihil. Daarop dwong staatssecretaris Marcel van Dam de gemeenten om in 5% van de vrijkomende woningwetwoningen Surinamers te huisvesten. Een groot aantal Surinamers werd ondergebracht in 94 tijdelijke opvangcentra, onder andere in kazernes.
Met de onafhankelijkheid van Suriname op 25 november 1975 dacht de Nederlandse regering automatisch een einde te maken aan het staatsburgerschap van Surinamers, en zo extra migratie te voorkomen. De nieuwe Surinaamse regering bedong echter een overgangsregeling van vijf jaar: van 1975 tot 1980 bleef vrij verkeer van personen tussen Nederland en Suriname bestaan. Na deze 5 jaar werd een visumplicht ingevoerd. Dit leidde echter tot een averechts effect. Surinamers besloten van de 'laatste mogelijkheid' tot migreren gebruik te maken, eerst vlak voor de onafhankelijkheid in 1975 en daarna vlak voor het aflopen van de overgangsregeling in 1980. Van 1973 tot en met 1980 zijn er volgens het CBS een 120.000 mensen geboren in Suriname naar Nederland gemigreerd terwijl er 14.000 mensen uit Nederland naar Suriname vertrokken. In totaal zouden 249.000 Surinamers emigreren naar Nederland van 1973 tot en met 2013 en vertrokken er weer 64.000 hetgeen een netto-immigratie overleverde van 185.000.
De Surinaamse gemeenschap in Nederland telde op 1 januari 2011 volgens het CBS 345.000 leden (eerste en tweede generatie allochtonen), waarvan 184.000 geboren in Suriname. Een relatief groot deel kwam terecht in de Bijlmermeer, een in de jaren 1968-1974 gebouwde 'modelwijk' met veel hoogbouw, die landelijk een zekere beruchtheid zou krijgen vanwege haar desolate ruimtelijke ordening en sociale problemen.

### Integratie in de jaren zeventig
Net als in de jaren zestig was er nauwelijks sprake van integratiebeleid. In 1970 was er voor het eerst een beleidsstuk, de Nota Buitenlandse Werknemers maar die had terugkeer als uitgangspunt. In tegenstelling tot de oorspronkelijke verwachting bleven veel gastarbeiders in Nederland en lieten hun gezin uit het land van herkomst overkomen. Nog steeds koesterde men de hoop dat de gastarbeiders – volgens plan – terug zouden keren naar hun land van herkomst. De voormalige gastarbeiders dachten dat zelf ook, maar financiële belemmeringen waren vaak zo groot dat het merendeel zich gedwongen zag te blijven. Vasthoudend aan het principe van terugkeer begon de overheid voor Turkse en Marokkaanse leerlingen het zogenaamde OETC verplicht te stellen, het aanvullende Onderwijs in Eigen Taal en Cultuur. Dat had soms absurdistische trekken: de meeste Marokkaanse kinderen waren etnische Berbers die thuis een van de vele Berbertalen spraken maar kregen nu verplicht les in het Arabisch, een taal die ze nauwelijks kenden. In mindere mate deed hetzelfde probleem zich voor met "Turkse" kinderen die in feite etnische Koerden waren. Achteraf is vaak verzucht dat de kinderen meer hadden gehad aan extra lessen Nederlands om hun taalachterstand in te lopen maar indertijd was het niet het doel de gastarbeiders te laten inburgeren doch juist om hun banden met het vaderland zo sterk mogelijk te houden.
Tussen tussen 1973 en 1975 werd door de overheid het zogenaamde spreidingsbeleid gepropageerd: vanuit de opvangcentra werd de toenmalige instroom Surinamers over heel Nederland verspreid. Het spreidingsbeleid was deels om de integratie te bevorderen, maar kwam toch vooral voort uit praktische overwegingen: er was te weinig huisvesting, zeker op één plek. De aldus 'verspreide' migranten behoorden vooral tot de Hindoestaanse groep – de Creoolse bevolking werd veel vaker bij elkaar gehuisvest, onder andere in de Bijlmer. De verspreide Hindoestaanse bevolking was grotendeels afkomstig van het Surinaamse platteland. Zij raakten, mede door slechte begeleiding en een gebrek aan nazorg, geïsoleerd van andere Hindoestanen en ook moeilijk bereikbaar voor de Surinaamse welzijnsinstellingen. Een deel van hen trok naderhand naar de grote steden (vooral Den Haag) waar familieleden en vrienden woonden en waar zij weer deel uitmaakten van een groep.
De nieuwe situatie, met groeiende groepen immigranten, riep bij autochtone Nederlanders vaak negatieve reacties op. Sociologisch onderzoek liet in die periode zien dat de meeste mensen de economie niet als een dynamisch geheel zagen dat met de immigratie meegroeide maar als een soort koek van vaste omvang (de lump of labour fallacy). Hierdoor dacht men ten onrechte dat nieuwkomers banen afnamen van de oorspronkelijke bevolking. In werkelijkheid groeit de economie mee met de bevolking, of deze nu via natuurlijke aanwas of immigratie toeneemt. Immigranten dragen bij aan de economische vraag door hun uitgaven aan goederen en diensten, wat op zijn beurt weer leidt tot meer werkgelegenheid. Dit 'multiplier effect' zorgt ervoor dat de economie en het aantal banen groter wordt. De politieke partijen waren echter huiverig om op deze foutieve veronderstellingen en gevoelens in te spelen. Er bestond onder politici een gentleman's agreement de gevoelige kwestie te depolitiseren. De arbeidsmigratie tussen 1960 en 1974 werd als een bedrijfsongeval gezien waaraan men met goed fatsoen weinig meer kon veranderen en waarvan de gevolgen maar moesten worden uitgezeten. Een kleine minderheid van politieke partijen zette zich wel fel af tegen migratie. De racistische Nederlandse Volks-Unie ageerde al begin jaren zeventig tegen een "plaag van Antillianen en Surinamers". Men bepleitte een "blank Nederland". Wegens het openlijk nationaalsocialistische karakter van die beweging vond zij echter weinig weerklank. Eind jaren zeventig werd vooral de gezinshereniging als een probleem gezien. Er werd toen een partij opgericht met de pretentie dat men alle ideologische ballast had afgeworpen, onder de naam Centrumpartij. Het belangrijkste programmapunt was dat iedere "problematische" immigratie beëindigd werd. Verder werd vaak indirect gesuggereerd dat men de meeste "buitenlanders" zou gaan uitzetten. Deze partij zou begin jaren tachtig enkele Kamerzetels bemachtigen.

## Jaren tachtig

### Tweede Oliecrisis
De hoogconjunctuur van de Nederlandse economie tijdens de jaren zestig verhulde steeds ernstiger structurele problemen. Het loonniveau steeg te veel, de mechanisering bleef achter en relatief weinig vrouwen namen deel aan het arbeidsproces. Hele sectoren van de industrie hadden het bestaan nog weten te rekken door de goedkope arbeid van de gastarbeiders maar de Eerste Oliecrisis legde hun zwakten bloot. De overheid probeerde de economie te stimuleren door de begrotingstekorten te laten oplopen en de lonen nog verder te verhogen maar dat leidde tot meer inflatie terwijl de groei al snel toch weer stagneerde, het onverwachte verschijnsel van de stagflatie. In 1979 leidde de Iraanse Revolutie tot de Tweede Oliecrisis. De Amerikaanse regering van Jimmy Carter stelde economische maatregelen voor met de bedoeling de inflatie te bestrijden, met als onbedoeld effect een wereldwijde recessie. De recessie betekende de ondergang van een deel van de Nederlandse industrie. De werkloosheid liep in 1983 op tot 10%. Juist de arbeidsplaatsen voor ongeschoolden, die de gastarbeiders innamen, verdwenen — de ongeschoolde fabrieksarbeid verminderde tussen 1979 en 1985 van 18% naar 2% van de beroepsbevolking — terwijl de vakbonden probeerden de posities van hun (autochtone) leden te beschermen. Ongeveer 40% van de gastarbeiders raakte werkloos, terwijl het percentage in 1974 nog maar 2% bedragen had. De situatie was nog veel ernstiger dan het pure werkloosheidscijfer deed vermoeden want er groeide een enorme verborgen werkloosheid. Om de, dure, regels van de ontslagbescherming te ontlopen, lieten werkgevers hun overbodige werknemers arbeidsongeschikt verklaren en afvloeien in de WAO. De werknemers werkten daaraan mee omdat het uitkeringsniveau meestal hoger lag dan de bijstand. Voor de gastarbeiders speelde ook mee dat de WAO geen vermogenstoets kende. Ze hadden, met het oog op een latere terugkeer, in het land van herkomst vaak een huis gekocht dat ze te gelde zouden hebben moeten maken als ze in de bijstand terechtkwamen. De WAO werkte als een val: de formele medische problemen diskwalificeerden voor de arbeidsmarkt terwijl de gerechtigde niet geneigd was voor een lager loon dan de uitkering weer te gaan werken met het grote risico alsnog in de bijstand te belanden, zeker toen die door het kabinet-Lubbers I met 15% werd verlaagd. Door hun lage absolute aantallen vormden hun uitkeringen overigens maar een beperkt deel, zo'n twee procent, van de totale uitgaven voor de verzorgingsstaat die indertijd opliepen tot een vijfde van het bnp.
Gedurende de jaren tachtig drong het besef door dat de voormalige gastarbeiders niet meer terug zouden keren. Tijdens de Oliecrisis van 1979 leek het er echter even op dat het anders zou lopen. Door de weinig rooskleurige vooruitzichten in Nederland halveerde de gezinshereniging terwijl de remigratie in 1983 en 1984 piekte. Snel zouden de omstandigheden echter veranderen.

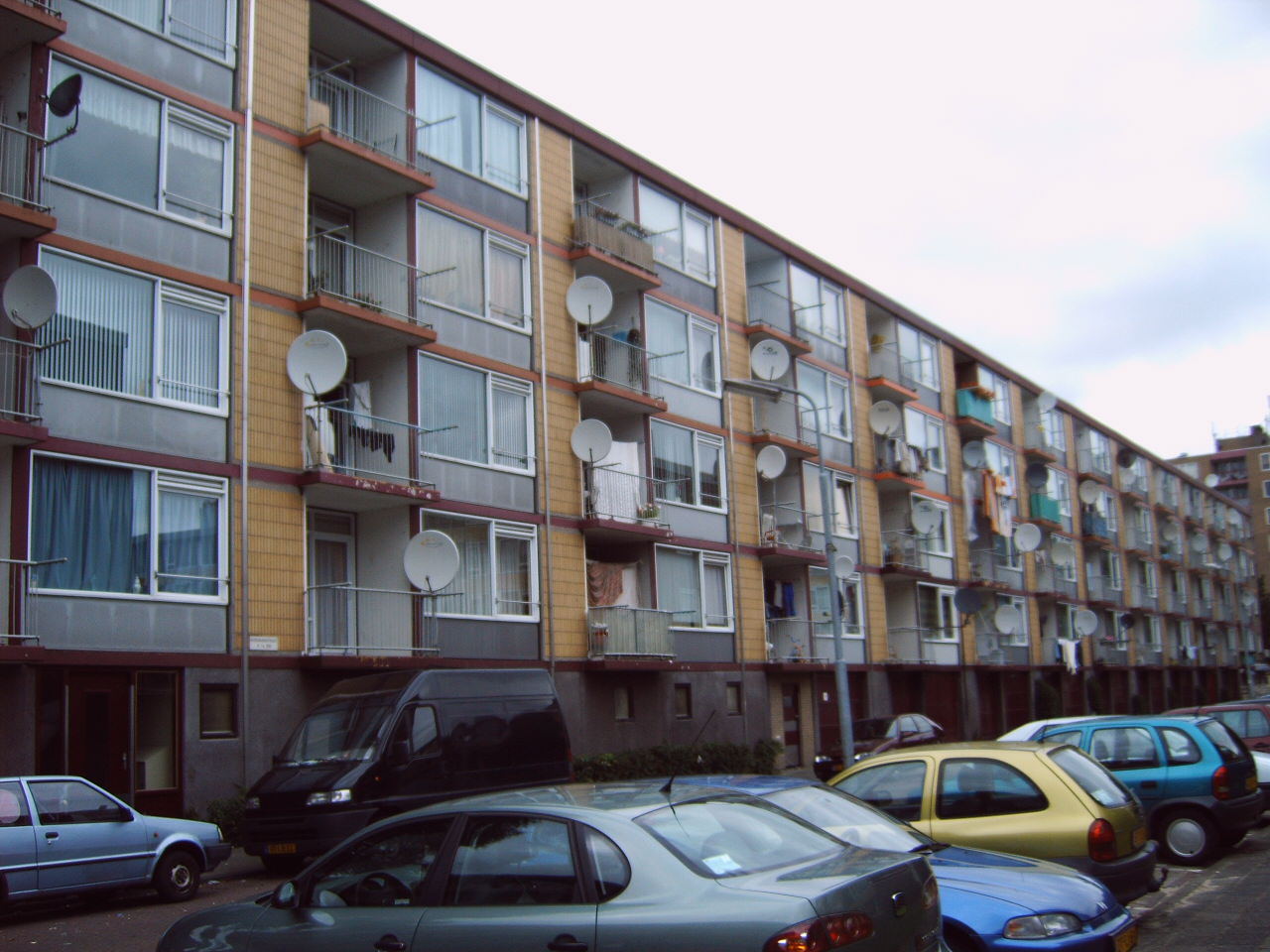
Schotelantennes aan een flatgebouw, een van de symbolen van de multiculturele samenleving

### Postindustriële samenleving
Tijdens de depressie van de vroege jaren tachtig was er onder een deel van de Nederlandse bevolking veel pessimisme. Het was de tijd van doemdenken en "kommer en kwel". Al snel echter bloeide de economie weer op. De crisis versnelde de overgang naar een postindustriële samenleving waarin de dienstensector de industrie geheel overvleugelde. De nieuwe maatschappij kenmerkte zich door een forse groei van de middenklasse, een veel hogere arbeidsparticipatie van vrouwen en een grote klemtoon op scholing en communicatieve vaardigheden. Een deel van de voormalige gastarbeiders konden zich hieraan aanpassen, een deel minder. Hoewel de werkloosheid in het algemeen gestaag daalde, steeg door de sluiting van fabrieken en het afnemen van vraag naar laaggeschoold werk de werkloosheid bij Turken en Marokkanen in 1989 tot zo'n vijftig procent, wat in sommige gevallen moeilijk te compenseren was met andere vormen van werkgelegenheid. Een groep die sneller integreerde dan de gemiddeld waren de Surinamers. Door hun betere scholing en taalbeheersing konden ze veel eenvoudiger aansluiting vinden bij de rest van de maatschappij. Economisch gezien was hun integratie al eind jaren tachtig geslaagd.

### Gezinshereniging en gezinsvorming
In 1979 werd door het kabinet-Van Agt I besloten dat gevestigde migranten en Nederlanders zo veel mogelijk gelijk moesten worden behandeld. Daarom hoefden migranten voortaan, net als Nederlanders, niet meer aan een inkomenseis te voldoen om hun gezin te laten overkomen, tenzij ze 'verwijtbaar werkloos' waren. Ook werd besloten dat buitenlandse kinderen die in Nederland waren opgegroeid alleen nog maar het land zouden worden uitgezet als ze een zwaar misdrijf hadden gepleegd. Eind jaren tachtig kende de migratie door gezinshereniging een laatste golf. Ten dele betrof het kinderen van de eerste gastarbeiders die de kans benutten nog naar Nederland te komen. Er deed zich echter ook een nieuw verschijnsel voor: een grote gezinsvorming, het laten overkomen van bruid of bruidegom uit het land van herkomst door volwassen geworden kinderen. Voor dezen was de autochtone huwelijksmarkt gesloten wegens de cultuurverschillen en hun lage maatschappelijke status. Daarentegen werden ze als aantrekkelijke huwelijkskandidaten gezien in het oude vaderland, door hun veel hogere levensstandaard. Voorlopig trouwde driekwart met een immigrerende partner.
De overheid zag deze ontwikkeling met lede ogen aan. In 1983 werd een poging gedaan het beleid aan te scherpen. Tweedegeneratie-migranten die een partner uit hun land van herkomst naar Nederland wilden laten komen, zouden voortaan minstens het minimumloon moeten verdienen, indertijd 1445 gulden per maand. Er barstte echter een enorm protest los tegen deze zogenaamde "1445-maatregel". Zowel politieke partijen als maatschappelijke organisaties vonden het onrechtvaardig dat jonge migranten werden gediscrimineerd ten opzichte van Nederlandse jongeren én van eerstegeneratie-migranten. Al na anderhalf jaar werd de "1445-maatregel" weer afgeschaft.
Het soepele gezinsmigratiebeleid hing samen met de invoering in 1980 van de Wet Arbeid Buitenlandse Werknemers die erop gericht was illegale arbeid uit te bannen. Enkele duizenden illegalen werden nog "gereguleerd" maar daarna hoopte men de grenzen grotendeels voor arbeidsmigratie buiten de EEG gesloten te hebben. Diegenen die er al waren, hoopte men een gelijkwaardige status te geven aan autochtone burgers.

### Nederlands-Antillianen

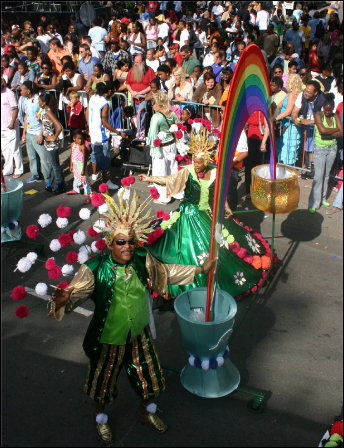
Zomercarnaval in Rotterdam, voor en door Antillianen

In 1985 deed zich een plotse vergrote instroom van Antillianen voor. Tot die tijd waren er per jaar zo'n drieduizend naar Nederland gemigreerd, meestal om te studeren, terwijl er per jaar zo'n tweeduizend terugkeerden. Nu arriveerde een groep, zo'n vijfduizend per jaar, van zogenaamde "Antilliaanse nieuwkomers", afkomstig uit de lagere klasse. Ze werden gelokt door het veel hogere loonniveau en de betere werkgelegenheid in Nederland vergeleken met de Nederlandse Antillen. De Antillianen gedragen zich als typische arbeidsmigranten. Tijdens de economische dip begin jaren negentig keerden er meer terug dan er binnenkwamen, in 2001 was er een tweede stroom van 8300 personen, weer gevolgd door een emigratieoverschot toen de werkloosheid opliep. Per saldo steeg het aantal geleidelijk. In 2016 woonden er 151.000 Antillianen in Nederland, gelijk aan een derde van de totale bevolking van de eilanden.
Het overgrote deel van de immigranten uit de Nederlandse Antillen en Aruba heeft werk en inkomen. Vooral de "oudkomers" en hun nakomelingen doen het goed, zeker in het onderwijs. Veel mensen van de eerste generatie en hun kinderen deden het, in tegenstelling tot de derde generatie en latere generaties, minder goed met name in het basisonderwijs. In het voortgezet en onderwijs en op de arbeidsmarkt is het beeld gemêleerd. Een groot deel volgt praktijkonderwijs en een groot aandeel havo/vwo. Op de arbeidsmarkt contrasteert hoge werkeloosheid en armoede bij de minst opgeleiden met hoge inkomens en een behoorlijk aandeel werkenden bij goed opgeleiden. Het aandeel werkenden op het hoogste beroepsniveau ligt dicht tegen mensen zonder migratieachtergrond aan. Het aandeel Antilliaanse Nederlanders dat wordt verdacht van een misdrijf is jaarlijks 4,7% tegenover 0,7% van de Nederlanders zonder migratieachtergrond. Bij Antillianen daalt dit cijfer pas na het veertigste levensjaar terwijl in andere herkomstgroepen het cijfer al na het twintigste levensjaar vrij scherp daalt. Als mogelijke reden wordt in onderzoek vaak de eenoudersituatie aangehaald waarin relatief veel Antilliaanse jongeren opgroeien en die tot vaak tot armoede leidt. Sinds 2004 dalen de absolute misdaadcijfers onder Antillianen gestaag. In tegenstelling tot het eerste decennium van de eenentwintigste eeuw toen de aanpak van de groep Antilliaanse probleemjongeren vaak repressief van karakter was, komt er in de jaren tien en twintig van de eenentwintigste eeuw meer aandacht voor armoedeproblematiek in de thuissituatie en de effecten van racisme. Etnisch profileren door de politie draagt er mogelijk aan bij dat de pakkans van bepaalde groepen groter is.

### Integratiebeleid in de jaren tachtig: de multiculturele samenleving en het achterstandsbeleid
Begin jaren tachtig begon de overheid te onderkennen dat het aantal Turken en Marokkanen structureel niet zou dalen maar toenemen. Vooral Hans Wiegel wilde als minister van Binnenlandse Zaken eindelijk eens systematisch beleid voor deze groepen gaan ontwikkelen. Hij werkte daarbij nauw samen met de PvdA'er Henk Molleman die in de jaren zeventig de enige fractiespecialist in de Tweede Kamer geweest was met een zekere expertise op dit gebied.  Het beleid was destijds vooral gericht op integratie met behoud van culturele identiteit (multiculturalisme). Assimilatie, waarbij migranten volledig zouden opgaan in de Nederlandse cultuur, werd minder benadrukt, vooral vanwege praktische overwegingen en een zeker cultuurrelativisme. Het OETC (Onderwijs in Eigen Taal en Cultuur) werd onverkort doorgezet. Een dubbele nationaliteit werd mogelijk gemaakt. De christendemocraten hoopten ook dat deze groepen de oude verzuiling weer nieuw leven zouden inblazen door een eigen "moslimzuil" te vormen. Wat er aan feitelijk beleid gevoerd werd, richtte zich echter niet op de cultuur maar op het opheffen van de educatieve en economische achterstand van allochtonen: het zogenaamde achterstandsbeleid. Daaraan werd niet al te veel extra geld besteed omdat immigrantenkinderen toch wel naar school moesten. Er werden ook speciale programma's opgesteld om allochtonen te helpen op de arbeidsmarkt.
In de tweede helft van de jaren tachtig nam de aandacht voor immigranten af. Door de trek naar de voorsteden kwam de autochtone bevolking er steeds minder mee in contact. Het was ook een tijd van toenemend individualisme zodat men minder belangstelling had voor dit soort collectieve maatschappelijke problemen. De Centrumdemocraten, de opvolger van de eerdere Centrumpartij, verloren aan aanhang. Door de vele uitkeringen en hun toenemende aantal kinderen op school begonnen de oorspronkelijke gastarbeiders nu gemiddeld meer te kosten dan ze ooit aan belastingen en premies hadden opgebracht. Een SCP-notitie aan Elco Brinkman kwam in 1989 tot de grove schatting dat voor alle niet-westerse immigranten samen de uitgaven van de Staat — dat jaar beliepen de totale staatsuitgaven 194 miljard gulden — jaarlijks vier miljard gulden hoger lagen dan de opbrengsten. Aangezien de economie tussen 1984 en 1990 met gemiddeld 3% per jaar groeide, kon de politiek het zich echter veroorloven dit probleem te negeren. Daarbij had de aanwezigheid van een grote groep werklozen in de oude wijken ook haar voordelen. Als arbeidsreserve hielpen ze het beleid van loonmatiging. Ze maakten het ook mogelijk pijnlijke keuzen uit te stellen over de sloop van grote delen van de steden in de Randstad en het sluiten van overbodige schoolcapaciteit door het sterk teruglopen van de autochtone geboortecijfers na 1970.
In 1989 begon voor het eerst de islam een belangrijke rol te spelen in de beeldvorming over migranten. Dat jaar waren er ook in Nederland protesten tegen de publicatie van de De duivelsverzen van Salman Rushdie.

## Jaren negentig: integratie en asielzoekers

### Verbeterde integratie tijdens de jaren negentig

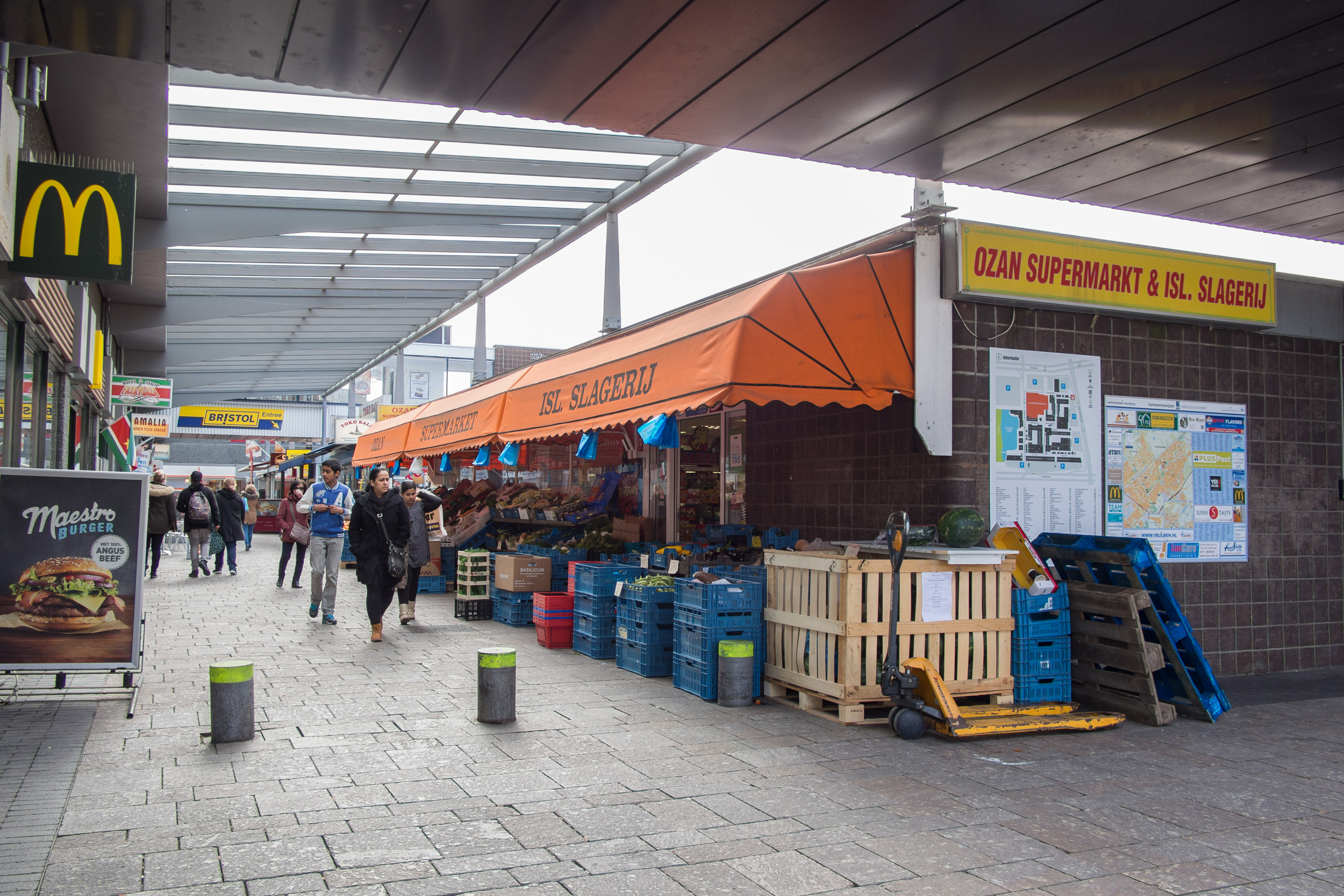
Immigranten werden middenstander en daarmee lid van de middenklasse.

Na een korte dip rond 1993 begon de economie in de jaren negentig steeds sneller te groeien tot jaarlijkse percentages boven de 4%. De algehele werkloosheid nam af tot 3%. Deze hoogconjunctuur schiep gunstige omstandigheden voor de integratie van immigranten. Het meest succesvol waren daarbij de Surinamers die economisch het autochtone niveau benaderden of zelfs overtroffen. Zo hadden uiteindelijk meer Surinaamse vrouwen een baan dan autochtone Nederlandse vrouwen. Overigens deden jonge allochtone vrouwen het typisch wat beter dan de mannen. Bij Turken en Marokkanen daalde de werkloosheid aanzienlijk, van 50% naar zo'n 10% in 2001. Deze daling was niet zozeer het gevolg van het inzetten van de oorspronkelijke gastarbeiders, waarvan er zo'n dertigduizend nog in de WAO bleven hangen, maar door het succes van hun talrijker kinderen. De gastarbeiders waren in veel gevallen analfabeet geweest; mannen met een middelbareschoolopleiding werden zelfs opzettelijk niet geworven. De kinderen, hoewel ze meestal niet in Nederland waren geboren, maakten nu een forse sprong in opleidingsniveau. Hoewel de schoolresultaten achterbleven bij die van autochtonen, stroomde aan het einde van het decennium toch de helft van de Turken en Marokkanen door naar mbo, hbo of universiteit. Navenant nam het gebruik en kennis van de Nederlandse taal toe. Hierdoor veranderde de structuur van hun beroepsbevolking volledig. Ongeschoolde arbeid werd de uitzondering en meer dan de helft van de tweede generatie werkte zich op tot de middenklasse of hoger. In 2000 had een kwart van de Turken een koophuis. In het algemeen was de sociaal-economische positie van niet-westerse allochtonen sterk verbeterd. In 2001 had 64% van hun volwassen bevolking onder de 65 jaar een baan van twaalf uur of meer, vergeleken met 79% bij de autochtone bevolking. Het verschil werd voor een groot deel veroorzaakt door het feit dat bij Turken en Marokkanen de arbeidsparticipatie van getrouwde vrouwen gering was: de man gold daar nog altijd als kostwinner. De uitkeringsafhankelijkheid onder de 65 jaar daalde tot een vijfde. Omdat de migrantengroepen een veel jongere bevolkingsopbouw hadden, lag het percentage uitkeringstrekkers zelfs uiteindelijk op het autochtone niveau als AOW'ers worden meegerekend. Door hun hogere aantallen, 563.000 in 2000, leverden niet-westers allochtone werknemers en ondernemers in deze fase een veel grotere bijdrage aan de economie dan de gastarbeiders in de jaren zeventig ooit gedaan hadden, stijgend tot tegen de vijftig miljard gulden per jaar. Dit kwam voornamelijk hunzelf ten goede en droeg in beperkte mate ook bij aan de levensstandaard van de autochtone Nederlander.
In de jaren negentig werd het achterstandsbeleid geleidelijk afgeschaft. Integratie werd de eigen verantwoordelijkheid van de allochtoon.

### Gezinsvorming en gezinshereniging
In de jaren negentig zijn de vereisten rond gezinshereniging en gezinsvorming voor niet-EU-burgers verder aangescherpt. In 1993 is een inkomenseis van 70% van het minimumloon ingevoerd voor Nederlanders en gevestigde vreemdelingen die buitenlandse gezinsleden naar Nederland wilden laten komen. Voor vreemdelingen met een vluchtelingenstatus gold die voorwaarde niet, maar asielzoekers die een zwakkere status (subsidiaire bescherming) hadden gekregen, moesten wel aan de inkomenseis voldoen. In 1994 werd de Wet ter Voorkoming van Schijnhuwelijken aangenomen, waarin bepaald werd dat elk koppel dat wilde trouwen waarbij ten minste een van de twee partners niet Nederlands was, een verklaring van de IND moest overleggen aan de ambtenaar van de burgerlijke stand. Als de IND verklaarde dat er sprake was van een schijnhuwelijk, kon de ambtenaar van de burgerlijke stand voortaan weigeren om het huwelijk te sluiten.

### Asielzoekers

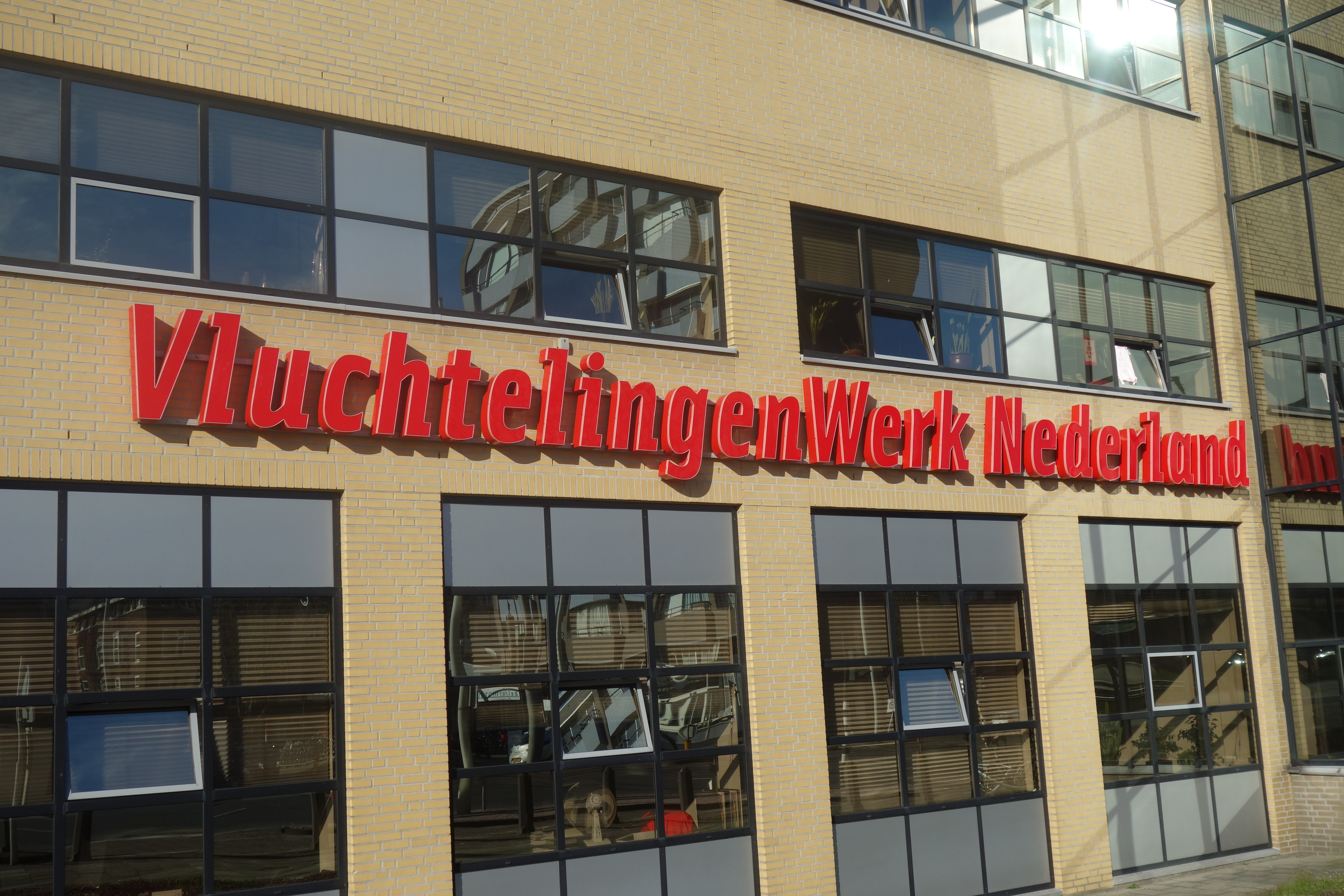
Particuliere organisaties proberen de vluchtelingen te helpen

Het verschijnsel immigratie werd begin jaren negentig aanzienlijk gecompliceerd door een significante toestroom van vluchtelingen die om asiel verzochten op grond van politieke vervolging of humanitaire redenen. Na de oorlog was het asielrecht in allerlei verdragen vastgelegd, als reactie op de Jodenvervolging in de Tweede Wereldoorlog. De aantallen bleven vele jaren lang klein en vertegenwoordigden vooral mensen die persoonlijk politiek vervolgd werden. Begin jaren tachtig bedroeg het aantal per jaar nog steeds slechts een duizendtal. In de jaren negentig kwam het nooit onder de tienduizend uit. De grotere aantallen hingen samen met een verschuiving van politieke naar oorlogsvluchtelingen. Een eerste grote golf van twintigduizend in 1992 was het gevolg van de Joegoslavische Burgeroorlog. In 1995 piekte het aantal tot boven de vijftigduizend door een samenloop van de Somalische Burgeroorlog met een stijging van vluchtelingen uit Iran, Irak en Afghanistan. Een derde golf vond plaats in 1999-2001 met zo'n veertigduizend aanvragers per jaar.
Slechts een minderheid van de aanvragen werd gehonoreerd. Toen de aantallen nog klein waren, werd per geval langdurig bekeken of iemand recht had op een vluchtelingenstatus. Vaak werden ook vluchtelingen uitgenodigd via de Hoge Commissaris voor de Vluchtelingen bij de Verenigde Naties (UNHCR). Met het stijgen van het aantal ‘spontane’ asielzoekers kon de overheid zich de luxe van een uitgebreid onderzoek per geval niet meer veroorloven. Het toelatingsbeleid werd steeds restrictiever. De Nederlandse overheid, die gebonden is aan het Verdrag van Genève, ging zo veel mogelijk op zoek naar de letter van het verdrag om asielzoekers te weren of in ieder geval de vluchtelingenstatus te onthouden. Door de verscherping van het beleid daalde het aantal toegekende statussen wel relatief, maar omdat zich steeds grotere aantallen mensen meldden, werden er in absolute zin toch steeds grotere aantallen toegelaten. Volgens de Immigratie- en Naturalisatiedienst (IND) krijgt zo’n 20 procent van de aanvragers een permanente of tijdelijke status voor verblijf in Nederland. Dit percentage is door de IND wellicht iets geflatteerd – op basis van onderzoek concludeerden de wetenschappers Doornbos en Groenendijk (2001) dat het percentage toekenningen ruim boven de 40 procent ligt. Ongeveer 120.000 asielzoekers kregen in de jaren negentig een verblijfsstatus. Wat wel is veranderd, is dat het aantal permanente statussen afneemt; steeds meer mensen krijgen een tijdelijke verblijfsvergunning. Tijdelijke opvang is meer de norm geworden, een trend die ook in andere Europese landen te zien is.
Tot 1987 was de opvang van asielzoekers grotendeels ad hoc geregeld. Mensen werden veelal opgevangen door gemeenten. Ze konden als iedere andere ingezetene werken, een woning betrekken en onderwijs volgen. Vanaf 1987 werd de opvang centraal geregeld waarbij in de minimale levensbehoeften voorzien werd door een zogenaamde ‘bed-, brood- en badregeling’. Het werd ze nu verboden te werken en onderwijs te volgen. Daarbij konden ze geen beroep meer doen op uitkeringen.
Begin jaren negentig werd de Regeling opvang asielzoekers (ROA) ingevoerd, die door het Centraal Orgaan opvang asielzoekers (COA) werd uitgevoerd. De regeling – die in 1994 alweer werd afgeschaft – voorzag in een sobere opvang voor asielzoekers. Na afschaffing in 1994 is de opvang overigens nog kariger geworden: alle asielzoekers verblijven nu in een opvangcentrum, een eigen huis voor kansrijke asielzoekers (onder de ROA nog mogelijk) is van de baan. In de jaren negentig wilde de overheid Nederland zo onaantrekkelijk mogelijk maken voor asielzoekers. Daarom werden asielzoekerscentra zo sober mogelijk gehouden. Vanuit hetzelfde motief werd de toegang tot de bijstand vervangen door een zakgeldregeling van circa dertig gulden per week. De opvang werd in 1994 uitgebreid met Aanmeldcentra (AC's) waar een zeer snelle selectie binnen 48 uur plaatsvindt om mogelijk gegronde verzoeken van de duidelijk niet-gegronde of niet-ontvankelijke verzoeken te scheiden. Mensen die een duidelijk niet-gegrond verzoek indienen, worden meteen vanuit een AC teruggestuurd. Omdat steeds minder mensen in aanmerking komen voor een permanente status, moeten er ook meer mensen uitgezet worden. Dat uitzetten bleek praktisch vaak onmogelijk omdat de landen van herkomst niet meewerkten of als mislukte staten niet meer als staat functioneerden.
In november 2000 werd een nieuwe Nederlandse Vreemdelingenwet van kracht, die door PvdA-staatssecretaris van Justitie Job Cohen door de Tweede en Eerste Kamer was gesleept. De wet beoogde en bewerkstelligde een daling van het aantal asielzoekers, duidelijker eisen aan toelating en kortere procedures. Direct vanaf 2001 begon een sterke daling van het aantal asielzoekers en het aantal toegelatenen.

### Reactie op de immigratie
In de loop van de jaren negentig liep het percentage niet-westerse allochtonen op tot 9%. Lokaal lag dat vaak hoger: in sommige wijken van de drie grote steden viel in 2000 de helft van de jeugd in die categorie. Er was een toenemende sociale mobiliteit: immigranten probeerden zich te ontworstelen aan de rol van ongeschoold arbeider en werden winkelier, cafébaas of pensionhouder. Dit riep bij sommigen een onbehagen op, vooral bij de lagere middenklasse die vreesde door die stijging zelf weer in de lagere klasse terug te vallen. De meest negatieve gevoelens wekte echter de instroom van asielzoekers. De problematiek van de gastarbeiders en de asielzoekers vloeide in de beeldvorming helemaal samen, niet onderkennend dat die groepen vaak tegengestelde kenmerken hadden: gastarbeiders met een laagopgeleide eerste generatie, lage werkloosheid en hoge criminaliteit tegenover asielzoekers met een goed opgeleide eerste generatie, hoge werkloosheid en lage criminaliteit — asielzoekers zijn minder crimineel dan autochtonen met eenzelfde combinatie van leeftijd, geslacht en sociaaleconomische kenmerken. Van de vooruitgang in de integratie was de autochtone bevolking, zowel laagopgeleiden als hoogopgeleiden, zich niet bewust. Systematisch worden nog steeds het aantal immigranten, en het percentage moslims, laaggeschoolden en uitkeringstrekkers eronder, sterk overschat.
De politiek speelde echter, net als in de jaren zeventig, nauwelijks op deze gevoelens in. In 1991 en 1992 probeerde Frits Bolkestein het allochtonenvraagstuk op de politieke agenda te zetten, echter zonder veel effect. In deze jaren was de dominante ideologie die van het neoliberalisme en de "terugtredende overheid". Dit hield in dat de Staat zorgde voor een minimaal sociaal vangnet en een zo efficiënt mogelijke marktwerking. Verder diende de overheid zich buiten het maatschappelijke leven te houden. De culturele integratie van immigranten was aldus geen overheidstaak. Binnen deze denkwijze zou men eigenlijk vrije immigratie moeten toestaan. Het was al een grote tegemoetkoming aan nationalistische gevoeligheden dat men in feite de immigratie, de grenzen van de rechtsstaat opzoekend, zo veel mogelijk probeerde in te perken. De economische integratie zag men als een groot beleidssucces gezien de teruglopende werkloosheid.
Ondertussen waren in de Verenigde Staten weer heel andere denkwijzen populair aan het worden. In 1991 maakte de val van het communisme een eind aan de Koude Oorlog en richtte de Tweede Golfoorlog de aandacht op het Midden-Oosten. Samuel Huntington had het in 1992 over Botsende Beschavingen: de westerse beschaving zou in conflict raken met de islamitische beschaving, uit welke laatste ook een groot deel van de immigranten in Nederland afkomstig was. In 1995 sloot Pim Fortuyn hierbij aan met zijn boek De verweesde samenleving waarin hij stelde dat het neoliberalisme slechts een ideologische leegte had voortgebracht. Een nieuwe elite moest de massa weer bezielen door het scheppen van een vijandsbeeld. In 1997 publiceerde hij Tegen de islamisering van onze cultuur: Nederlandse identiteit als fundament waarin hij de islam als de vijand aanwees. Dit weerspiegelde een in die tijd opkomende verontrusting over een zogenaamde islamisering. In de jaren negentig verdubbelde het percentage moslims bijna, van 3% naar 5%, vanwege een ten opzichte van de autochtone bevolking hoger geboortecijfer, gezinsvorming en de instroom van islamitische asielzoekers.

## Eenentwintigste eeuw
In het begin van de eenentwintigste eeuw werd immigratie het dominante thema in de Nederlandse politiek. Na de aanslagen op 11 september 2001 riep president George W. Bush de War on Terror uit tegen het islamitisch terrorisme. Jan Nagel trok Fortuyn aan om als lijsttrekker van Leefbaar Nederland de islam het hoofdonderwerp van de verkiezingen in 2002 te maken. Nadat Fortuyn, snel stijgend in de peilingen, in een interview aankondigde artikel 1 van de Grondwet, de gelijkheid voor de wet, te willen afschaffen, kwam het tot een breuk met LN en werd de Lijst Pim Fortuyn (LPF) opgericht. Op 6 mei 2002 werd Fortuyn vermoord. De ontzetting hierover en de verkiezingsoverwinning van de LPF leidden tot een houding in de publieke opinie die kritischer was tegenover migratie. Hilbrand Nawijn werd voor de LPF minister voor Vreemdelingenzaken en Integratie in het kabinet-Balkenende I maar dit viel al na drie maanden.
Van 2003 tot en met 2006 was Rita Verdonk van de VVD als minister voor Vreemdelingenzaken en Integratie tijdens het kabinet-Balkenende II het gezicht van het nieuwe anti-immigratiebeleid. Na haar aftreden op 13 december 2006 tijdens het demissionaire kabinet-Balkenende III werd de portefeuille Vreemdelingenzaken overgenomen door CDA-minister Ernst Hirsch Ballin tot 22 februari 2007. Verdonk handhaafde Cohens Nederlandse Vreemdelingenwet en voerde een strikt terugkeerbeleid in voor afgewezen asielzoekers. In 2004 voerde Verdonk de eis in dat iedereen die legaal in Nederland verblijft en een partner uit het buitenland wil halen, minimaal 120% van het wettelijk minimuminkomen moet verdienen en garant moet staan voor zijn of haar toekomstige partner. Ook moeten migranten in het land van herkomst al een inburgeringsexamen afleggen. De Wet inburgering in het buitenland werd op 15 maart 2006 ingevoerd. Bovendien werd de leeftijdsgrens van beide partners verhoogd van 18 naar 21 jaar. Na invoering van de Nederlandse Vreemdelingenwet in november 2000 daalde in de jaren 2001 tot en met 2005 het aantal migranten naar Nederland van 133.404 naar 92.297. Daarna steeg het weer tot 101.150 in 2006 en verder tot 116.819 in 2007. Hiertegenover stond een aanzienlijke emigratie, vooral ook onder allochtonen. In de jaren 2004-2007 was er in Nederland een vertrekoverschot, de emigratie was hoger dan de immigratie. In de jaren daarna steeg de immigratie meestal, tot 204.615 in 2015 bij een emigratie van 126.884. Deze veranderingen hadden echter weinig te maken met het vreemdelingenbeleid ten aanzien van niet-westerse allochtonen. Ze weerspiegelden voornamelijk de arbeidsmigratie tussen westerse landen onderling, die voor Nederland alleen al in de eenentwintigste eeuw een kleine drie miljoen migratiebewegingen opleverde.

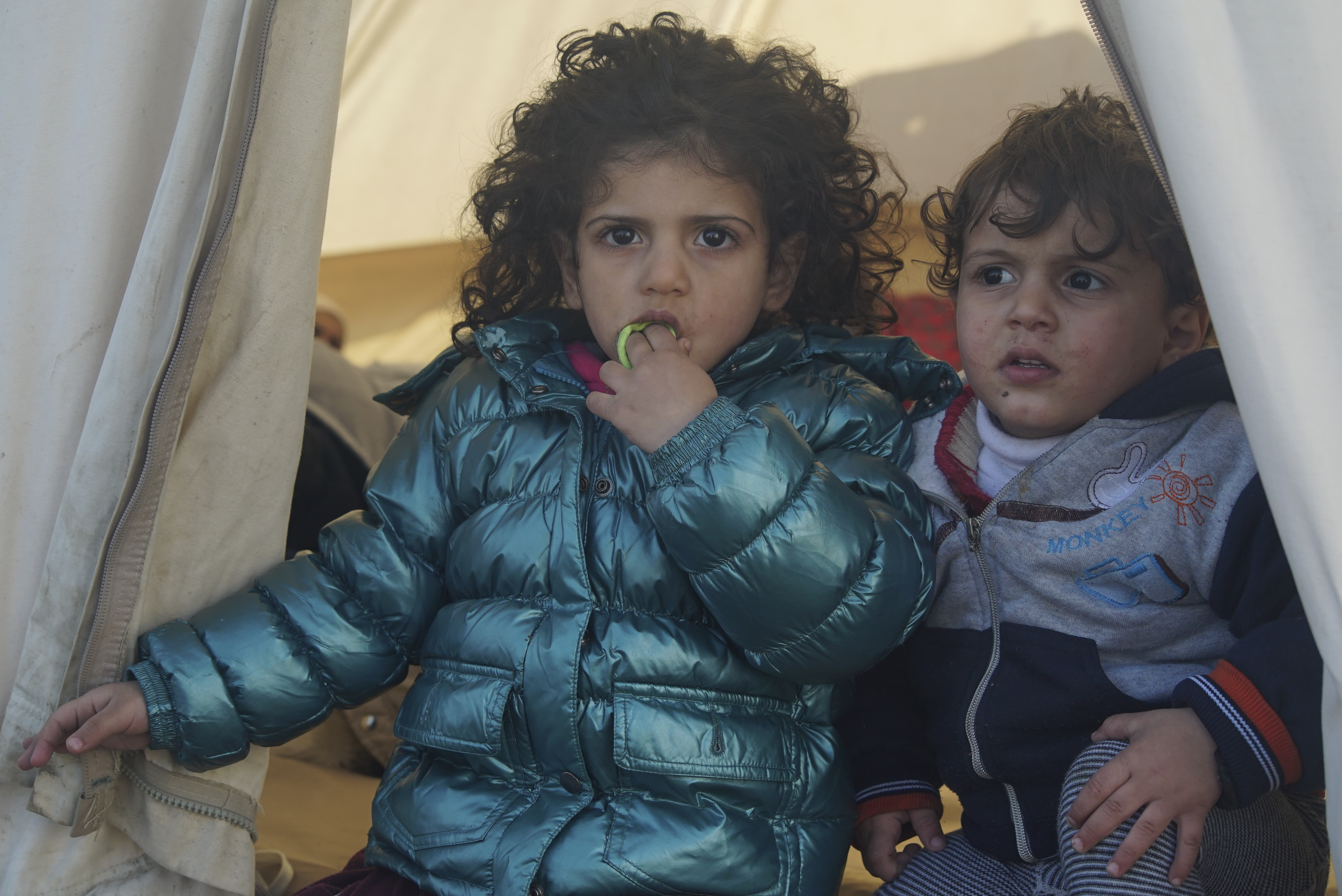
Kinderen in een vluchtelingenkamp in Griekenland (2016)

In februari 2007 trad het kabinet-Balkenende IV aan, een coalitie van CDA, PvdA en ChristenUnie. Nebahat Albayrak van de PvdA werd staatssecretaris van Justitie, met de portefeuille Vreemdelingenbeleid. Dit kabinet zette in wezen het beleid van de vorige regering voort. Een fundamentele aanscherping bleef dus uit. Verdonk kreeg bij de verkiezingen van 2006 620.555 voorkeurstemmen maar Mark Rutte werd fractieleider van de VVD. Verdonk richtte hierop een eigen partij op, Trots op Nederland, gebaseerd op een anti-immigratieprogramma. Na een aanvankelijk snelle stijging in de peilingen, verloor de partij in 2008 na interne ruzies ook weer vlug aan populariteit. De aanhang verplaatste zich naar de Partij van de Vrijheid van Geert Wilders die steeds radicalere maatregelen voorstond zoals het opschorten van grondrechten voor moslims en het uitzetten van allochtonen op grond van een strafblad, uitkering of slechte integratie. Deze voorstellen kregen veel kritiek.
Hoe gevoelig immigratie lag, bleek in 2009 uit een plotse angst voor 'importbruiden' (en bruidegommen) die van 2007 op 2008 waren toegenomen van 11.000 naar 15.000. Minister voor Integratie Eberhard van der Laan (PvdA) stelde: "Het gaat onze spankracht te boven". De stijging betrof echter volgens een nadere analyse niet Turken of Marokkanen maar gezinshereniging door asielzoekers. De meesten die een nieuwe partner uit het buitenland lieten komen, waren daarbij autochtonen (gemengd huwelijk). Op de lange termijn bezien ging het slechts om een kleine fluctuatie: tussen 2005 en 2011 bleef de gezinshereniging ongeveer constant en halveerde de gezinsvorming.
In 2010 trad het kabinet-Rutte I aan, een minderheidskabinet van VVD en CDA met gedoogsteun van de PVV die een verkiezingsoverwinning had behaald. Gerd Leers werd daarin minister voor Immigratie, Integratie en Asiel, als minister zonder portefeuille. Hoewel in het gedoogakkoord ruime aandacht werd besteed aan de immigratieproblematiek en toelatingseisen voor Antillianen alsmede inkomenseisen voor naturalisatie werden aangekondigd, waren er nog weinig concrete maatregelen genomen toen het kabinet in het voorjaar van 2012 viel. In het kabinet-Rutte II, een coalitie van VVD en PvdA, werden deze beleidsthema's verdeeld over Justitie en Sociale Zaken. Het kabinet richtte zich vooral op economische vraagstukken maar werd in de herfst van 2015 geconfronteerd met de Europese vluchtelingencrisis. Vluchtelingen van de Syrische Burgeroorlog, maar ook bewoners van andere landen uit die regio, staken vanuit Turkije over naar de Griekse eilanden om via Griekenland door de Balkan naar Noordwest-Europa te trekken. In oktober 2015 piekte het aantal in Griekenland aankomende Syrische vluchtelingen met zo'n tweehonderdduizend. Het gebeuren wekte grote onrust in de Europese landen, ook in Nederland waar men vreesde op korte termijn zo'n tweehonderdduizend Syriërs te moeten opvangen. Begin 2016 was de PVV verreweg de populairste partij in de peilingen. In verschillende plaatsen waren er gewelddadige protesten tegen de komst van asielzoekerscentra. De vrees werd echter niet bewaarheid. In 2014 deden 8.790 Syriërs een asielverzoek. Nadat 18.730 Syriërs in 2015 in Nederland asiel hadden aangevraagd, daalde dat aantal tot 10.604 in 2016. Tussen 2016 en 2020 vroegen gemiddeld jaarlijks 3000 tot 4000 Syriërs asiel aan. Het aantal nareizigers bedroeg 8.395 tot 8.890 tussen 2015 en 2017, wat daalde naar 1.460 in 2020.
In 2022 vestigden 403.000 mensen zich in Nederland, het hoogste aantal sinds metingen begonnen. Meer dan een kwart kwam uit Oekraïne, waar in februari een Russische invasie begon.

### Gezinsvorming en -hereniging sinds 2000

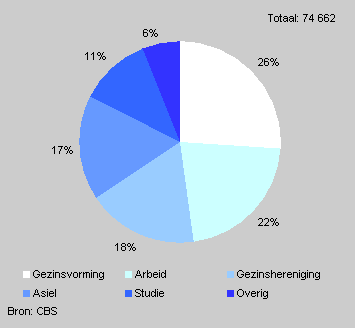
Immigratiemotieven allochtonen in 2003, bron: CBS

Vanaf de jaren negentig is de gezinshereniging afgenomen, dalend van 18.900 in 1999 tot 13.000 mensen in 2004. De gezinsvorming bleef de eerste jaren van de eenentwintigste eeuw aanzienlijk: in 2003 haalde 39% van de niet-westerse allochtonen nog hun partner uit het land van herkomst. De gezinsvorming steeg van 13.200 in 1999 naar 20.700 in 2003, waaronder 6800 Turken en Marokkanen, voornamelijk omdat mensen hun partner nog snel lieten overkomen voordat de strengere maatregelen ingingen. Mensen die naar Nederland komen voor gezinshereniging of gezinsvorming vormden zo'n 28% van alle immigranten.
Vanaf november 2004 is het beleid voor gezinsvorming verder aangescherpt. Er geldt nu een minimumleeftijd voor gezinsvorming van 21 jaar – die leeftijdsgrens geldt voor beide partners. De gezinsvormer moet daarnaast sinds 2000 over een inkomen beschikken van minimaal 100% van het minimumloon. Van 2004 tot 2010 gold zelfs een inkomenseis van 120% van het minimumloon, maar als gevolg van een uitspraak van het Hof van Justitie van de Europese Unie in de zaak Chakroun is die eis weer verlaagd. Verder moet de partner in spe sinds 2006 een inburgeringsexamen doen in het land van herkomst. Dit examen moeten migranten zelf betalen. Burgers van een EU-lidstaat die gebruikmaken van het recht op vrij verkeer, hoeven geen inburgeringsexamen te doen. Dit geldt echter niet voor de Nederlander die in zijn eigen land woont en van dit recht nog geen gebruik heeft gemaakt.
Het netto-effect van de maatregelen was dat de gezinsvorming door Turken en Marokkanen sterk en structureel afnam. Hierdoor waren er nu jaren met een vertrekoverschot voor die landen. In tegenstelling met het heersende beeld ging het daarna in 35% van alle gevallen van gezinshereniging of gezinsvorming om een autochtone Nederlander met een buitenlandse partner. Ook vielen nu slechts 10% van de huwelijksmigranten onder de noemer Turkse en Marokkaanse "importbruiden". Ook bestaat er nog steeds de misvatting dat er slechts laag opgeleiden naar Nederland komen, terwijl 75% meer dan basisonderwijs heeft genoten en 38% minimaal een MBO-opleiding heeft afgerond.
De dalende gezinsvorming versterkte het verschijnsel van de ook al dalende geboortecijfers en vruchtbaarheidscijfers onder Turken en Marokkanen. In 2006 was het totaal aantal kinderen dat een Marokkaanse vrouwelijke immigrant krijgt al gehalveerd tot 2,7 bij de cohorten 1965-1969 vergeleken met de cohorten 1945-1949. Daarbij begon de tweede generatie op steeds latere leeftijd kinderen te krijgen. Van ongeveer 2005 af daalden bij deze groepen de absolute aantallen geboorten. Bij de tweede generatie zijn de vruchtbaarheidscijfers al volledig geconvergeerd met het autochtone niveau en liggen dus onder de vervangingswaarde. Door de jonge bevolkingsopbouw nemen deze groepen echter nog steeds in omvang toe, hoewel bij Turken de groei rond 2015 al sterk was afgevlakt, mede door een emigratieoverschot sinds 2012. Sinds 2000 begint zich ook langzamerhand een derde generatie te ontwikkelen, vooral bij de Surinamers. Die had in 2016 voor personen met een (gedeeltelijk) niet-westerse oorsprong een omvang van 120.000. Driekwart ervan was jonger dan twaalf jaar; een derde had één autochtone ouder. De westerse derde generatie was veel groter met 739.000 mensen.

### Asielzoekers sinds 2000

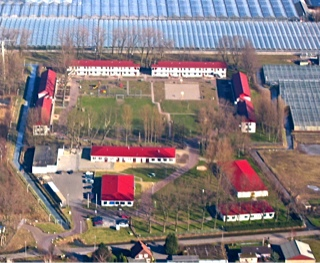
Asielzoekerscentrum De Lier

Sinds 2003 kent Nederland uitzendcentra, een op Schiphol en een op Zestienhoven (Rotterdam). Het aantal vluchtelingen in Nederland daalde vanaf 1994 met 52.580 vluchtelingen (een hoogtepunt) tot 9.780 in 2004. Nog steeds wordt de aanvraag tot verblijf vaak afgewezen; deze mensen worden via een uitzetcentrum uit Nederland ‘verwijderd’. Dat uitzetten gaat lang niet altijd goed: veel uitgeprocedeerde asielzoekers of mensen van wie de verblijfsvergunning is ingetrokken, verdwijnen in de illegaliteit. Het Rijk biedt hun geen enkele voorziening, waardoor mensen op straat komen te staan. Vaak vangen gemeenten deze personen op – hierover is sinds 2006 een felle discussie gaande tussen de gemeenten die een eigen zorgplicht hebben en de taak de openbare orde te handhaven en de IND die de prioriteit legt bij de uitvoering van het landelijke beleid. Mede om dit probleem beperkt te houden was er in 2007 een generaal pardon waarin aan 27.700 mensen die nog voor de Wet Cohen van 2001 asiel hadden aangevraagd, een verblijfsvergunning werd gegeven.
Het aantal mensen van de eerste en tweede generatie dat ten gevolge van asielimmigratie een verblijfsvergunning kreeg of genaturaliseerd werd en niet weer emigreerde, bedroeg begin 2015 ruim tweehonderdduizend. De vluchtelingencrisis van 2015 zal dit aantal structureel met een kwart vergroten. Tussen 1989 en 2022 vroegen 756.000 mensen in Nederland asiel aan. Daarvan was in 2022 nog de helft in Nederland aanwezig.
Het felle immigratiedebat in de vroege eenentwintigste eeuw heeft niet geleid tot een verminderde acceptatie van asielzoekers. Sinds de jaren negentig ligt het percentage Nederlanders dat vindt dat mensen die politiek vervolgd worden asiel moeten kunnen krijgen, constant boven de 80%. Het percentage dat zelfs economische vluchtelingen wil aanvaarden is gestegen tot boven de 40%. Het deel dat liever ziet dat er minder buitenlanders in het land verblijven, is gedaald van de helft in 2000 tot een derde in 2018.
Fig.: Afgegeven verblijfsvergunningen sinds 2008Vanwege een beveiligingsprobleem met de MediaWiki Graph-software is het momenteel niet mogelijk deze grafiek weer te geven. Zodra de software is bijgewerkt zal de grafiek vanzelf weer zichtbaar worden.

### Europa
Inwoners van landen binnen de Europese Unie zijn vrij om zich te vestigen binnen een ander land van de Europese Unie. Men heeft de status van Unieburger. Van oudsher bevindt zich in Nederland een groot aantal arbeidsimmigranten uit de buurlanden. Het totaal uit de "oude" staten van de EU groeide gedurende de eenentwintigste eeuw wat de eerste generatie betreft geleidelijk tot boven de 350.000.
Na de Val van het communisme in 1990, het "neerlaten van het IJzeren Gordijn", kwam er onmiddellijk een migratiestroom van het oude Oostblok richting het Westen op gang. Tot 2004 zwermden negen miljoen, overwegend jonge, mensen over de wereld uit, voornamelijk uit de Balkan en Oekraïne. In veel streken waar de migranten vandaan kwamen daalde de bevolking en stagneerde de economie als gevolg van deze beweging.
Door de toetreding tot de EU in 2004 van Cyprus, Estland, Hongarije, Letland, Litouwen, Malta, Polen, Slovenië, Slowakije en Tsjechië werd dit verschijnsel slechts iets meer gereguleerd; die landen leveren maar een minderheid van de Oost-Europese emigranten, waarvan het aantal in 2015 wereldwijd tot boven de twintig miljoen steeg. Verdere regulering vond plaats door de toetreding in 2007 van Bulgarije en Roemenië.
Noordwest-Europa, en ook Nederland, onderscheidt zich doordat zich hier vooral veel Polen bevinden. Van de ongeveer driehonderdduizend Oost-Europeanen die zich eind 2015 in Nederland bevonden, is ongeveer de helft Pools. In de zomer komen daar nog een vijftigduizend Poolse seizoensarbeiders bij. De arbeidsparticipatie onder de Polen is hoog en ligt boven het autochtone niveau.
Europeanen en anderen van "westerse" oorsprong maakten sinds 2003 ieder jaar de meerderheid van de instromende immigranten uit, meestal zo'n twee derden. Onder deze immigranten bevinden zich per jaar altijd enkele tienduizenden die in Nederland zijn geboren en daar weer terugkeren na eerder geëmigreerd te zijn.

### Emigratie
Sinds 2001 is de emigratie uit Nederland naar het buitenland fors toegenomen. In 2003 noteerde Nederland voor het eerst sinds de jaren zestig een emigratieoverschot, wat ook het geval was in de volgende jaren tot begin 2008. In 2008 was er weer een immigratieoverschot. Eind jaren negentig lag de jaarlijkse emigratie rond de tachtigduizend, sinds 2011 ligt die tegen de honderdvijftigduizend.
Slechts een minderheid, ongeveer een derde, van de emigranten bestaat uit mensen die in Nederland geboren zijn. Daaronder bevinden zich ook mensen die net over de grens gaan wonen, "pensionado's" en tweedegeneratieallochtonen. Desalniettemin laat een zekere globalisering zich gelden: de toegenomen mobiliteit en culturele integratie van de planeet maakt het hoogopgeleiden eenvoudiger elders een goede baan te vinden. Onduidelijk is of er per saldo van een braindrain voor Nederland kan worden gesproken. In 2018 concludeerde de Koninklijke Nederlandse Akademie van Wetenschappen dat er aan toponderzoekers evenveel Nederland binnenkomen als emigreren.
De meerderheid van de emigranten bestaat uit immigranten die het land weer verlaten. Allochtonen zijn in de emigratie dus sterk, tienvoudig, oververtegenwoordigd. Dat geldt ook voor asielmigranten waarvan een derde al weer is vertrokken. Van de Somaliërs ging zelfs een ruime meerderheid na naturalisatie in Engeland wonen.
Na de strengere eisen in 2004 voor huwelijksimmigratie werd gevreesd dat die ontdoken zouden gaan worden door naar een Unieland te emigreren, daar te huwen met een partner buiten de EU en zich dan in Nederland opnieuw in te schrijven als gemeenschapsonderdaan. Hiervoor bedacht men de naam "België-route" of "EU-Route". In 2008 stelde het CBS dat er geen enkel bewijs was dat dit verschijnsel zich in enige belangrijke mate zou voordoen.

### Integratie
In het begin van de eenentwintigste eeuw werd de integratie van immigranten tot een van de kernpunten van het beleid gemaakt. Met het doel tot een verklaring van dat falen te komen, evalueerde in 2003-2004 de Tijdelijke Commissie Onderzoek Integratiebeleid, beter bekend als de Commissie-Blok, in opdracht van de Tweede Kamer, op initiatief van de SP, het Nederlandse integratiebeleid van de voorgaande dertig jaar. Daarbij werd voorbijgegaan aan het gegeven dat pas sinds eind jaren tachtig een opzettelijk integratiebeleid gevoerd werd. De Commissie Blok kwam, gezien de aanzienlijke daling van de werkloosheid en verbetering van het opleidingsniveau, tot de conclusie dat het uitgangspunt van een volledige mislukking onjuist was omdat althans in de jaren negentig een goede voortgang geboekt was, hoewel er nog steeds grote achterstanden waren ten opzichte van de autochtone bevolking en zeker de hoge criminaliteit zorgwekkend was. De Tweede Kamer reageerde niet positief op het goede nieuws dat het allemaal wel meeviel en betreurde het gebrek aan concrete voorstellen ter verbetering van de situatie.
Men besloot de integratie van bovenaf op te leggen. Er kwam een uitbreiding van de Wet inburgering nieuwkomers van 1998, waarvan de commissie-Blok had aangegeven dat het effect gering was. In 2006 werd door de Wet Inburgering een inburgeringsplicht ingevoerd voor mensen tussen de zestien en vijfenzestig jaar, niet alleen voor nieuwe immigranten zoals in het oude systeem maar ook voor al in het land aanwezige allochtonen, de 'oudkomers'. De Raad van State dwong af dat zij die de Nederlandse nationaliteit verworven hadden hiervan werden uitgezonderd, wat een groep van zo'n kwart miljoen mensen overliet. De wet had als uitgangspunt dat er een ernstige taalachterstand bestond en dat deze een groot obstakel was op de arbeidsmarkt. Vandaar dat de inburgering de vorm kreeg van een volwasseneneducatie met cursussen Nederlands en kennis van de Nederlandse samenleving. De respons onder 'oudkomers' was gering. De grote groep die al een baan had, zag het als tijdverspilling; de klassen waren voor een belangrijk deel gevuld door oudere vrouwen die deze kans aangrepen hun isolement te doorbreken maar die daarna meestal nog steeds geen werk vonden. In 2007 kwam er daarom het Deltaplan Inburgering, dat de gemeenten de regie gaf. In 2009 mochten deze de inburgering verplicht opleggen. Het bleek dat op grond van het associatieverdrag tussen Turkije en de EU Turken van deze plicht vrijgesteld waren. In het gedoogakkoord van 2010 werd opgenomen dat het niet slagen voor het inburgeringsexamen zou gaan leiden tot uitzetting. Deze maatregel is in 2013 ingevoerd maar is in feite alleen toepasbaar op gezinsmigranten waarvan het gezinsleven is beëindigd, bijvoorbeeld door een scheiding. In 2013 werd als bezuinigingsmaatregel de verantwoordelijkheid geheel bij de immigrant gelegd. De slagingspercentages halveerden. De 'oudkomers' werden in 2013 vrijgesteld.
In 2000 knapte de internetzeepbel en de werkloosheid liep van 2001 tot 2005 geleidelijk op tot boven de 6%. Na een kort herstel kwam in 2008 de Bankencrisis, gevolgd door een derde recessie tussen 2011 en 2013, waarna de werkloosheid begin 2014 boven de 9% lag. De niet-westerse allochtone werkloosheid liep tussen 2008 en 2014 op van 9,9% naar 19,6%. Daarbij vervulden de immigranten weer de oude rol van arbeidsreserve. Er was bij hun sprake van een onevenredige verslechtering van de situatie wat de verborgen werkloosheid betrof. Terwijl bij autochtonen de netto-arbeidsparticipatie in die jaren slechts afnam van 69,2% naar 67,9% doordat grote jaarcohorten oudere niet-actieven bejaard werden, daalde zij bij de niet-westerse allochtonen van 56,4% naar 48,4%.
In het onderwijs verbeterden zich bij allochtonen geleidelijk aan het opleidingsniveau en de schoolresultaten. Het percentage niet-westers allochtone hoogopgeleiden lag in 2019 op het autochtone niveau van 2006, met een verdriedubbeling voor Turken en Marokkanen. Het bezit van een eigen huis nam sterk toe, bij Turken tot 46% in 2015.
Uit onderzoek onder leiding van hoogleraar sociologie Tubergen van de Universiteit Utrecht van 2016 bleek dat jonge moslims in Nederland steeds verder seculariseerden: ruim een kwart van hen vonden het geloof minder belangrijk dan hun ouders dat deden, brachten de islamitische regels en gebruiken (zoals bidden, vasten, de Koran lezen, moskeebezoek, een hoofddoek dragen en geen varkensvlees of alcohol consumeren) minder in de praktijk en beschouwden religie in toenemende mate als een privézaak. Ze noemden zich nog steeds wel moslim, maar lieten dat in het openbare leven minder blijken en waren minder streng in het naleven van islamitische voorschriften. Zo droegen 35% van de meisjes wiens moeder een hoofddoek droeg zelf geen hoofddoek en ging 30% van de jongens minder vaak naar de moskee dan hun vader. Een kleine minderheid van 17% was het geloof juist serieuzer gaan nemen dan hun ouders. Het SCP constateerde dat tussen 2012 en 2018 het aantal niet-moslims onder Nederlanders van Turkse en Marokkaanse afkomst was verdubbeld. Dit betrof met name Turkse Nederlanders van de 2e generatie, maar ook het aantal moslims onder de 1e generatie nam in deze periode af. Velen van hadden de islam verlaten of deden er in de praktijk niets meer mee. Slechts 55% van de Turkse Nederlanders en 87% van de Marokkaanse Nederlanders vastte alle dagen van de ramadan. Minder dan de helft van beide groepen ging elke week naar de moskee. De overgebleven moslims werden wel iets orthodoxer in hun geloofspraktijk; onder de resterende Nederlands-Marokkaanse moslimvrouwen was het aantal dat een hoofddoek droeg bijvoorbeeld toegenomen. De grote maatschappelijke aandacht voor hun geloof zorgde er bij een deel van de moslims voor dat ze zich veel explicieter bewust werden hun religieuze identiteit. Een klein deel van de jeugd maakte een meer bewuste keus voor dat geloof, in sommige gevallen voor de strenge richting van het salafisme.
In 2017 kwam er voor het eerst een partij in de Tweede Kamer met een meerderheid van moslimkiezers, DENK, die drie zetels haalde. De in de jaren negentig nog zo gevreesde snelle islamisering deed zich in feite niet voor, als gevolg van de lagere asielimmigratie, lagere huwelijksimmigratie en dalende geboortecijfers. Doordat nu alleen belijdende moslims werden meegeteld, bleef het door het CBS gemeten percentage vergeleken met het jaar 2000 zelfs constant op 5%. In de hele westelijke wereld deed zich sinds 2005 een opvallende en nog niet goed verklaarde sterke daling in de misdaadcijfers voor, zo ook in Nederland waar de aantallen verdachten bij autochtonen en alle groepen niet-westerse allochtonen met ongeveer een derde afnamen. De onderlinge verhoudingen bleven zo min of meer gelijk zodat er slechts sprake was van een zeer lichte assimilatie. Tussen 2005 en 2015 daalde het percentage niet-westers allochtone gedetineerden, inclusief grensoverschrijdende misdaad door niet-ingezetenen, van 46,6% naar 44,5%. De daling werd niet veroorzaakt doordat de derde generatie immigranten niet wordt meegeteld, aangezien slechts een zeer klein aantal daarvan al volwassen is. In 2015 zaten op ieder gegeven moment gemiddeld zo'n 1800 niet-westerse allochtonen een gevangenisstraf uit, waaronder een vierhonderd Marokkanen. Diachroon, door de tijd heen, is er door de algehele daling sprake van convergentie met oudere autochtone misdaadniveaus. In 2018 waren niet-westers allochtone jongemannen minder crimineel dan autochtone jongemannen in 2005.

### Immigratiekosten en immigratiebaten
Internationaal empirisch onderzoek heeft meestal tot uitkomst dat arbeidsimmigratie slechts een gering effect heeft, positief of negatief, op de werkgelegenheid en het absolute uitgavenniveau aan sociale uitkeringen in West-Europese landen.
Voor recente arbeidsimmigranten wordt meestal aangenomen dat het saldo batig is. Een studie van SEO Economisch Onderzoek concludeerde dat er in 2016 371.000 werkkrachten uit Midden- en Oost-Europa in Nederland werkzaam waren. Hun arbeid stond gelijk aan 156.000 manjaren en droeg voor ruwweg elf miljard euro bij aan het BBP. Ongeveer zes miljard daarvan kwam als nettoloon en premies ten goede aan de immigranten zelf; vijf miljard kwam als toegevoegde waarde aan werkgevers en overheid ten bate. De opbrengst voor de overheid in de vorm van belastingen en premies is hoger dan de extra uitgaven aan collectieve voorzieningen die deze immigratie met zich meebrengt. Er zijn geen of nauwelijks negatieve effecten op de totale werkgelegenheid van de autochtone bevolking.

## Vrouwen in het immigratiebeleid
Het immigratiebeleid wordt in het algemeen sekseneutraal geformuleerd. Toch hebben politici, beleidsbepalers en opiniemakers bij het denken over immigratiebeleid onbewust veelal een mannelijke migrant voor ogen. Hierdoor blijven de verschillende posities van mannen en vrouwen buiten beeld, terwijl deze verschillen voor vrijwel elk facet van het migratiebeleid relevant zijn. Dat immigratiebeleid meer op mannen geënt is, belemmert op diverse manieren de emancipatie en integratie van vrouwelijke migranten.

## Migrantengroepen in Nederland

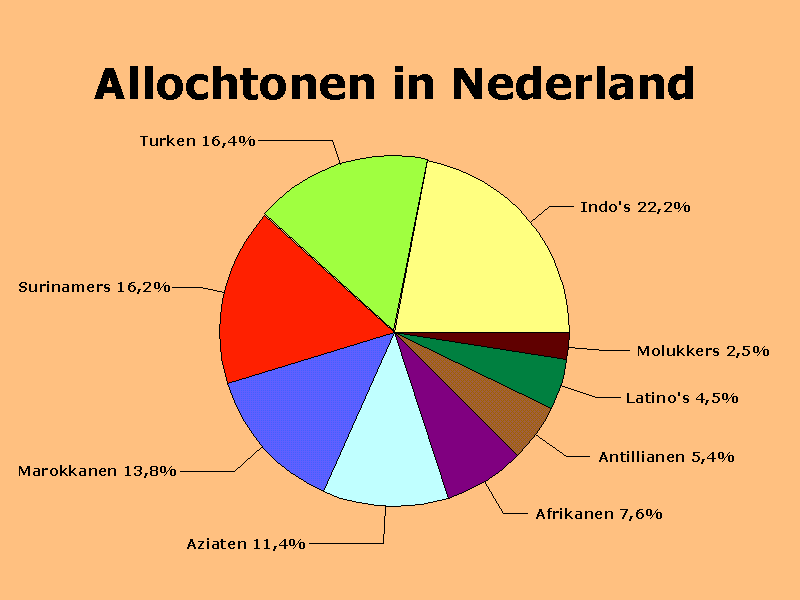
Niet-westerse allochtonen, incl. Indo's in Nederland

In 2022 telde Nederland 17.591.000 inwoners. Volgens het Centraal Bureau voor de Statistiek telde Nederland in 2022 4.438.900 personen met een recente migratieachtergrond. 1.9 miljoen hiervan hebben ten minste één ouder of grootouder uit een 'westers land' (Europa, Noord-Amerika, Oceanië, Japan of Indonesië), 2,5 miljoen uit een 'niet-westers land'.
Ongeveer 0.25 miljoen is afkomstig uit Syrië (126.000), Irak (68.000) en Afghanistan (55.000).
Indische Nederlanders (waaronder de 'Indo-Europeanen' ook wel bekend als de Indo's)
Circa 450.000. (2006) Indische Nederlanders, afkomstig uit voormalig Nederlands-Indië, vormen de grootste groep recente immigranten. Het cijfer is een schatting want hun exacte aantal is niet bekend. Indische Nederlanders van de eerste en tweede generatie, respectievelijk 105.200 en 261.600, worden tot de westerse allochtonen gerekend, terwijl de derde en vierde generatie niet meer tot de allochtonen gerekend worden en niet meer voorkomen in de statistieken. De schattingen lopen overigens uiteen van 430.000 tot ruim 600.000. De variatiebreedte is het gevolg van het hanteren van verschillende definities. De zogenaamde totoks waren Nederlanders zonder Indische voorouders. Niettemin woonden velen van hun al generaties lang in Nederlands-Indië en dezen waren daarom als inheems te beschouwen. De Indo's in strikte zin hadden zowel Nederlandse als inheemse voorouders. Onderzoeker dr. Peter Post van het NIOD schat dat er tussen de 1,5 tot 2 miljoen mensen "met Indisch bloed" in Nederland wonen.
Turkse Nederlanders
Het aantal Turken bedroeg 429.978 in 2022, waaronder zo'n 60.000 Koerden en ruim 30.000 Aramese christenen veelal met een Turkse achternaam. In 2016 waren er 190.600 van de eerste generatie en 206.900 van de tweede generatie.
Marokkaanse Nederlanders
Het aantal Marokkanen bedroeg 419.272 in 2022. In 2016 waren er 168.300 van de eerste generatie en 217.400 van de tweede generatie. Het merendeel van de in Nederland wonende Marokkanen zijn Berber.
Surinamers
Het aantal Surinamers bedroeg in 2022 359.814. In 2016 waren er 177.700 van de eerste generatie en 171.400 van de tweede generatie. Onder Surinamers vallen Hindoestanen, creolen, Javanen, Chinezen, marrons, inheemsen en vele Surinamers van gemengde afkomst.
Duitsers
Een totaal van 343.000 westerse allochtonen in Nederland waren in 2008 Duitsers. In 2016 waren er 104.300 van de eerste generatie en 255.800 van de tweede generatie. Door de eeuwen heen was er echter een continue migratie van (land)arbeiders en handwerkslieden uit Duitse staten naar Nederland, waardoor het werkelijke aantal personen van een (gedeeltelijke) Duitse afkomst een veelvoud hiervan bedraagt. Omdat het begrip 'Duitser' pas in de 19de eeuw een vastomlijnde (staatspolitieke) betekenis kreeg, zijn de immigranten voor die tijd zonder problemen in de autochtone bevolking opgenomen. Alleen waar zij zich in lutherse kerkgemeenten organiseerden, behielden zij enige tijd, voornamelijk in de 17de eeuw, nog een eigen taalidentiteit. Meeste huidige Duitse inwoners wonen in de grensstreek.
Oost-Europeanen
Circa 500.000 in 2022, het betreft vooral Polen (221.000)., daarna volgen Bulgaren (50.000), Roemenen (49.000), Bosniërs (39.000), Russen (35.000), Hongaren (28.000)
Syriërs
165.000 in 2022
Belgen
In 2016 waren er 42.600 Belgen van de eerste generatie en 73.800 van de tweede generatie. Net als voor de Duitsers geldt dat de aantallen veel hoger liggen als de hele periode sinds 1572 wordt meegerekend, alleen werden de immigranten uit Vlaanderen en Brabant pas in de 19de eeuw 'Belgen' genoemd. Statistisch gezien moet bijna iedere Noord-Nederlandse autochtoon wel ergens een voorouder hebben uit de Zuidelijke Nederlanden of de vroegere Duitse staten. De meeste huidige inwoners met Belgische nationaliteit wonen in de grensstreek.
Antillianen en Arubanen
Het aantal Antillianen bedroeg 131.387 in 2008. In 2016 waren er 82.500 van de eerste generatie en 68.500 van de tweede generatie.
Chinezen
103.000 geregistreerde Chinezen in 2022 incl. Chinezen afkomstig uit Hongkong. Ongeveer 84.000 Chinezen zijn direct afkomstig uit China. Waarschijnlijk is de Chinese gemeenschap groter dan de cijfers aangeven omdat Chinezen uit Suriname en Indonesië niet met die groepen worden meegeteld.
West-Europeanen
nog 400.000 overige West-Europeanen zonder de Belgen en de Duitsers. De grootste groepen werden in 2022 gevormd door Britten (98.000), Italianen (64.000), Spanjaarden (54.000), Fransen (52.000), Grieken (31.000) en Portugezen (31.000)
Indiërs
Circa 65.000 (2022)
Irakezen
Het aantal Irakezen bedroeg circa 68.000 in 2022. In 2016 waren er 40.800 van de eerste generatie en 15.400 van de tweede generatie.
Afghanen
Het aantal Afghanen bedroeg 55.000 in 2022. In 2016 waren er 33.000 van de eerste generatie en 11.300 van de tweede generatie.
Iraniërs
Circa 52.000 (2022)
Amerikanen
Circa 49.000 (2022)
Molukkers
Circa 43.000 (2001), de laatst bekende cijfers zijn uit 2001 en afkomstig van het Verweij-Jonker Instituut.
Overige Afrikanen
Circa 250.000 (2022). De grootste groepen werden in 2022 gevormd door Somaliërs (41.000), Zuid-Afrikanen (32.000), Egyptenaren (30.000), Ethiopiërs (29.000), Ghanezen (27.000), Eritreërs (25.000) en Kaapverdianen (23.000).
Latino's
Circa 130.000 (2020). Latino's in Nederland zijn in te delen in twee taalgroepen: Spaans en Portugees. In Nederland is de Spaanse groep het grootst. De grootste groepen zijn afkomstig uit Brazilië (38.000), Colombia (22.000) en de Dominicaanse Republiek (17.000).
Pakistani
Circa 27.000 (2022)
Vietnamezen
Circa 25.000 (2022)

## Bevolkingssamenstelling naar nationale afkomst
Bevolking naar (continentale) migratieachtergrond, 2014
| Bevolkingsgroep                           | 1972   | 1972   | 1980   | 1980   | 1990   | 1990   | 2000   | 2000   | 2010   | 2010   | 2018   | 2018   | 2019   | 2019   | 2020   | 2020   | 2021   | 2021   | 2022   | 2022   |
| ----------------------------------------- | ------ | ------ | ------ | ------ | ------ | ------ | ------ | ------ | ------ | ------ | ------ | ------ | ------ | ------ | ------ | ------ | ------ | ------ | ------ | ------ |
| Totaal bevolking                          | 13.270 | 100,0% | 14.091 | 100,0% | 14.893 | 100,0% | 15.864 | 100,0% | 16.575 | 100,0% | 17.181 | 100,0% | 17.282 | 100,0% | 17.408 | 100,0% | 17.475 | 100,0% | 17.591 | 100,0% |
|                                           |        |        |        |        |        |        |        |        |        |        |        |        |        |        |        |        |        |        |        |        |
| Autochtone achtergrond                    | 12.045 | 90,8%  | 12.474 | 88,5%  | 12.806 | 86%    | 13.089 | 82,5%  | 13.215 | 79,7%  | 13.209 | 76,9%  | 13.196 | 76,4%  | 13.187 | 75,8%  | 13.170 | 75,4%  | 13.152 | 74,8%  |
| Migratieachtergrond                       | 1.225  | 9,2%   | 1.617  | 11,5%  | 2.087  | 14%    | 2.775  | 17,5%  | 3.360  | 20,3%  | 3.972  | 23,1%  | 4.086  | 23,6%  | 4.221  | 24,2%  | 4.306  | 24,6%  | 4.439  | 25,2%  |
|                                           |        |        |        |        |        |        |        |        |        |        |        |        |        |        |        |        |        |        |        |        |
| 'Westerse migratieachtergrond'            | 1.063  | 8%     | 1.141  | 8,1%   | 1.221  | 8,2%   | 1.367  | 8,6%   | 1.501  | 9,1%   | 1.729  | 10,1%  | 1.774  | 10,3%  | 1.829  | 10,5%  | 1.859  | 10,6%  | 1.909  | 10,9%  |
| 'Niet-westerse migratieachtergrond'       | 162    | 1,2%   | 476    | 3,4%   | 867    | 5,8%   | 1.409  | 8,9%   | 1.858  | 11,2%  | 2.243  | 13,1%  | 2.312  | 13,4%  | 2.392  | 13,7%  | 2,447  | 14%    | 2.529  | 14,4%  |
|                                           |        |        |        |        |        |        |        |        |        |        |        |        |        |        |        |        |        |        |        |        |
| Marokko                                   | 22     | 0,2%   | 69     | 0,5%   | 163    | 1,1%   | 262    | 1,7%   | 349    | 2,1%   | 397    | 2,3%   | 402    | 2,3%   | 409    | 2,3%   | 414    | 2,4%   | 419    | 2,4%   |
| Nederlandse Antillen                      | 22     | 0,2%   | 41     | 0,3%   | 77     | 0,5%   | 107    | 0,7%   | 138    | 0,8%   | 157    | 0,9%   | 161    | 0,9%   | 166    | 1%     | 171    | 1%     | 177    | 1%     |
| Suriname                                  | 54     | 0,4%   | 157    | 1,1%   | 233    | 1,6%   | 303    | 1,9%   | 343    | 2,1%   | 352    | 2%     | 354    | 2%     | 356    | 2%     | 358    | 2%     | 360    | 2%     |
| Turkije                                   | 31     | 0,2%   | 113    | 0,8%   | 204    | 1,4%   | 309    | 1,9%   | 384    | 2,3%   | 404    | 2,4%   | 410    | 2,4%   | 417    | 2,4%   | 422    | 2,4%   | 430    | 2,4%   |
| Overige niet-westerse migratieachtergrond | 34     | 0,3%   | 96     | 0,7%   | 189    | 1,3%   | 428    | 2,7%   | 644    | 3,9%   | 933    | 5,5%   | 984    | 5,7%   | 1.044  | 6%     | 1.081  | 6,2%   | 1.114  | 6,5%   |

| Bevolkingsgroepen                                                              | 1998      | 2008      | 2014      | 2018      | 2019      | 2020      | 2021       | 2022      |
| ------------------------------------------------------------------------------ | --------- | --------- | --------- | --------- | --------- | --------- | ---------- | --------- |
| Totaal migratieachtergrond                                                     | 2.620.400 | 3.215.415 | 3.594.744 | 3.971.859 | 4.086.138 | 4.220.705 | 4.305.9098 | 4.438.900 |
|                                                                                |           |           |           |           |           |           |            |           |
| Eerste generatie, geboren in buitenland                                        | 1.345.719 | 1.619.314 | 1.818.497 | 2.079.329 | 2.161.684 | 2.262.256 | 2.312.921  | 2.412.344 |
| Tweede generatie, geboren in Nederland                                         | 1.274.691 | 1.596.102 | 1.775.247 | 1.892.530 | 1.924.454 | 1.958.449 | 1.992.987  | 2.026.556 |
|                                                                                |           |           |           |           |           |           |            |           |
| Tweede generatie, geboren in Nederland, met een ouder in buitenland geboren    | 803.159   | 924.776   | 1.007.989 | 1.061.661 | 1.074.781 | 1.088.745 | 1.102.798  | 1.116.695 |
| Tweede generatie, geboren in Nederland, met beide ouders in buitenland geboren | 471.522   | 671.326   | 768.258   | 830.859   | 849.736   | 869.704   | 890.279    | 909.861   |

| Migratieachtergrond naar land            | 1998    | 2008    | 2014    | 2018    | 2019    | 2020    | 2021    | 2022    |
| ---------------------------------------- | ------- | ------- | ------- | ------- | ------- | ------- | ------- | ------- |
| Afghanistan                              | 11.551  | 37.370  | 43.183  | 47.776  | 49.122  | 50.403  | 51.830  | 54.991  |
| Albanië                                  | 269     | 1.058   | 1.771   | 2.852   | 3.253   | 3.722   | 4.026   | 4.359   |
| Algerije                                 | 5.576   | 7.468   | 8.064   | 8.388   | 8.549   | 8.713   | 8.849   | 9.016   |
| Amerikaans-Samoa                         | 1       | 2       | 3       | 1       | 2       | 3       | 3       | 2       |
| Amerikaanse Maagdeneilanden              | 9       | 11      | 13      | 23      | 23      | 32      | 31      | 39      |
| Andorra                                  | 5       | 9       | 15      | 29      | 28      | 29      | 33      | 39      |
| Angola                                   | 3.352   | 9.094   | 8.495   | 8.561   | 8.737   | 8.935   | 9.137   | 9.363   |
| Anguilla                                 | 18      | 30      | 30      | 27      | 27      | 27      | 28      | 29      |
| Antarctica                               | 0       | 0       | 0       | 0       | 0       | 0       | 0       | 0       |
| Antigua en Barbuda                       | 25      | 41      | 46      | 51      | 54      | 55      | 55      | 57      |
| Argentinië                               | 3.096   | 4.210   | 5.028   | 6.030   | 6.508   | 7.151   | 7.594   | 8.438   |
| Australië                                | 11.076  | 14.667  | 15.377  | 16.963  | 17.349  | 17.865  | 17.688  | 17.722  |
| Bahama's                                 | 58      | 72      | 84      | 91      | 9       | 102     | 113     | 120     |
| Bahrein                                  | 68      | 98      | 133     | 218     | 255     | 273     | 295     | 324     |
| Bangladesh                               | 348     | 1.177   | 1.737   | 2.327   | 2.434   | 2.648   | 2.893   | 3.504   |
| Barbados                                 | 101     | 116     | 133     | 155     | 164     | 169     | 164     | 171     |
| België                                   | 111.537 | 112.333 | 115.028 | 118.725 | 119.769 | 121.019 | 122.197 | 123.136 |
| Belize                                   | 15      | 24      | 23      | 28      | 32      | 36      | 38      | 35      |
| Benin                                    | 107     | 326     | 416     | 460     | 469     | 483     | 494     | 506     |
| Bermuda                                  | 28      | 28      | 42      | 50      | 57      | 63      | 65      | 69      |
| Bhutan                                   | 28      | 103     | 370     | 359     | 368     | 362     | 342     | 342     |
| Bolivia                                  | 466     | 854     | 1.110   | 1.345   | 1.415   | 1.510   | 1.539   | 1.610   |
| Botswana                                 | 94      | 136     | 186     | 230     | 251     | 279     | 298     | 328     |
| Brazilië                                 | 7.639   | 14.823  | 20.997  | 26.984  | 30.104  | 33.348  | 35.285  | 38.125  |
| Brits Indische Oceaanterritorium         | 6       | 6       | 6       | 7       | 6       | 6       | 5       | 5       |
| Britse Maagdeneilanden                   | 3       | 10      | 11      | 19      | 20      | 22      | 22      | 21      |
| Brunei                                   | 314     | 477     | 638     | 734     | 770     | 804     | 819     | 840     |
| Bulgarije                                | 1.796   | 8.835   | 21.153  | 30.899  | 34.809  | 40.216  | 44.874  | 50.305  |
| Burkina Faso                             | 176     | 451     | 581     | 641     | 664     | 686     | 715     | 729     |
| Burundi                                  | 291     | 3.228   | 3.275   | 3.307   | 3.335   | 3.341   | 3.374   | 3.374   |
| Cambodja                                 | 691     | 937     | 1.080   | 1.190   | 1.230   | 1.270   | 1.306   | 1.344   |
| Canada                                   | 10.370  | 13.376  | 14.925  | 16.240  | 16.614  | 16.987  | 16.997  | 17.266  |
| Kaaimaneilanden                          | 10      | 14      |         | 15      | 64      | 20      | 24      | 26      |
| Centraal-Afrikaanse Republiek            | 25      | 63      | 75      | 91      | 95      | 107     | 106     | 113     |
| Chili                                    | 3.671   | 4.796   | 5.426   | 5.988   | 6.207   | 6.445   | 6.574   | 6.841   |
| China                                    | 26.191  | 47.108  | 64.097  | 74.234  | 77.648  | 81.534  | 81.735  | 84.435  |
| Colombia                                 | 6.002   | 11.031  | 14.759  | 17.375  | 18.351  | 19.607  | 20.515  | 21.853  |
| Comoren                                  | 17      | 18      | 27      | 26      | 22      | 24      | 22      | 22      |
| Congo                                    | 650     | 1,545   | 1.585   | 1.475   | 1.554   | 1.545   | 1.545   | 1.556   |
| Congo (Democratische Republiek)          | 5.147   | 7.776   | 8.297   | 8.470   | 8.666   | 8.760   | 8.827   | 8.939   |
| Cookeilanden                             | 14      | 15      | 17      | 15      | 14      | 14      | 14      | 12      |
| Costa Rica                               | 355     | 674     | 899     | 1.133   | 1.242   | 1.331   | 1.408   | 1.520   |
| Cuba                                     | 562     | 1.607   | 1.999   | 2.184   | 2.333   | 2.509   | 2.645   | 2.781   |
| Cyprus                                   | 362     | 482     | 714     | 1.081   | 1.244   | 1.419   | 1.509   | 1.858   |
| Denemarken                               | 4.855   | 5.726   | 6.092   | 6.640   | 6.789   | 6.914   | 6.859   | 7.023   |
| Djibouti                                 | 155     | 175     | 196     | 236     | 249     | 258     | 267     | 279     |
| Dominica                                 | 62      | 90      | 111     | 132     | 140     | 144     | 143     | 149     |
| Dominicaanse Republiek                   | 6.174   | 10.672  | 13.220  | 14.725  | 15.206  | 15.766  | 16.303  | 16.820  |
| Duitsland                                | 405.991 | 379.610 | 368.512 | 354.136 | 351.552 | 349.284 | 345.746 | 342.925 |
| Ecuador                                  | 826     | 2.197   | 3.028   | 3.699   | 3.943   | 4.155   | 4.304   | 4.556   |
| Egypte                                   | 12.738  | 19.568  | 22.205  | 25.057  | 26.152  | 27.504  | 28.399  | 29.483  |
| El Salvador                              | 314     | 589     | 602     | 694     | 754     | 822     | 847     | 923     |
| Equatoriaal-Guinea                       | 37      | 53      | 69      | 67      | 74      | 78      | 79      | 91      |
| Eritrea                                  | 243     | 1.031   | 2.595   | 14.952  | 18.012  | 20.978  | 23.207  | 25.080  |
| Eswatini (Swaziland)                     | 52      | 81      | 112     | 137     | 142     | 144     | 154     | 159     |
| Ethiopië                                 | 8.460   | 10.659  | 12.596  | 21.536  | 23.777  | 25.642  | 27.139  | 28.635  |
| Faeröer                                  | 5       | 9       | 8       | 12      | 11      | 15      | 14      | 18      |
| Falklandeilanden                         | 1       | 2       | 5       | 6       | 6       | 6       | 6       | 6       |
| Fiji                                     | 61      | 83      | 104     | 118     | 119     | 131     | 135     | 140     |
| Filipijnen                               | 8.868   | 14.517  | 18.627  | 22.000  | 23.128  | 24.369  | 25.365  | 26.658  |
| Finland                                  | 3.107   | 3.875   | 4.554   | 5.453   | 5.707   | 5.954   | 5.756   | 5.974   |
| Frankrijk                                | 27.636  | 34.584  | 39.595  | 45.558  | 47.009  | 48.926  | 50.207  | 52.389  |
| Frans-Guyana                             | 488     | 664     | 765     | 807     | 836     | 863     | 899     | 939     |
| Frans-Polynesië                          | 14      | 13      | 17      | 25      | 29      | 34      | 46      | 50      |
| Gabon                                    | 67      | 123     | 140     | 148     | 156     | 163     | 166     | 177     |
| Gambia                                   | 251     | 733     | 1.070   | 1.470   | 1.631   | 1.868   | 2.057   | 2.350   |
| Gazastrook en Westelijke Jordaanoever    |         |         |         |         |         | 221     | 784     | 914     |
| Ghana                                    | 13.973  | 19.346  | 22.556  | 23.809  | 24.460  | 25.453  | 25.999  | 26.694  |
| Gibraltar                                | 34      | 53      | 51      | 53      | 52      | 57      | 61      | 60      |
| Grenada                                  | 36      | 58      | 65      | 67      | 68      | 69      | 68      | 71      |
| Griekenland                              | 10.559  | 13.346  | 19.217  | 23.935  | 24.709  | 28.100  | 28.856  | 31.480  |
| Groenland                                | 9       | 10      | 15      | 14      | 14      | 17      | 21      | 23      |
| Guadeloupe                               | 204     | 285     | 323     | 319     | 397     | 433     | 454     | 495     |
| Guam                                     | 1       | 0       | 1       | 5       | 4       | 4       | 5       | 7       |
| Guatemala                                | 265     | 543     | 790     | 925     | 1.034   | 1.132   | 1.160   | 1.226   |
| Guinee                                   | 508     | 3.019   | 4.111   | 4.403   | 4.516   | 4.715   | 4.854   | 4.975   |
| Guinee-Bissau                            | 154     | 305     | 384     | 419     | 438     | 462     | 473     | 494     |
| Guyana                                   | 3.465   | 4.033   | 4.225   | 4.238   | 4.249   | 4.281   | 4.306   | 4.332   |
| Haïti                                    | 231     | 526     | 659     | 819     | 865     | 962     | 984     | 1.032   |
| Honduras                                 | 246     | 451     | 624     | 768     | 816     | 865     | 909     | 960     |
| Hongarije                                | 11.742  | 13.438  | 20.226  | 23.689  | 24.898  | 26.172  | 26.853  | 28.210  |
| Hongkong                                 | 17.304  | 18.165  | 18.218  | 18.410  | 18.367  | 18.412  | 18.332  | 18.363  |
| Ierland                                  | 6.819   | 7.439   | 8.589   | 9.761   | 10.245  | 10.976  | 11.308  | 12.080  |
| IJsland                                  | 396     | 519     | 538     | 675     | 706     | 737     | 720     | 710     |
| India                                    | 10.302  | 17.357  | 26.932  | 42.114  | 48.724  | 56.462  | 58.460  | 65.399  |
| Indonesië                                | 407.885 | 387.124 | 372.233 | 361.594 | 358.773 | 356.029 | 352.266 | 349.301 |
| Irak                                     | 22.295  | 45.459  | 54.159  | 61.255  | 63.008  | 64.653  | 66.216  | 67.757  |
| Iran                                     | 20.685  | 29.771  | 36.561  | 42.464  | 44.379  | 47.797  | 49.723  | 52.099  |
| Israël                                   | 5.604   | 7.962   | 8.669   | 9.780   | 10.371  | 10.713  | 10.471  | 10.810  |
| Italië                                   | 32.459  | 37.123  | 44.105  | 53.703  | 56.645  | 60.013  | 61.367  | 64.398  |
| Ivoorkust                                | 325     | 1.263   | 1.832   | 1.854   | 1871    | 1.944   | 1.966   | 2.010   |
| Jamaica                                  | 1.079   | 1.327   | 1.524   | 1.740   | 1.798   | 1.871   | 1.917   | 1.971   |
| Japan                                    | 6.475   | 7.347   | 7.334   | 8.440   | 8.698   | 9.223   | 8.929   | 9.363   |
| Jemen                                    | 257     | 483     | 652     | 1.101   | 1.402   | 2.115   | 2.806   | 3.777   |
| Voormalig Joegoslavië                    | 60.959  | 77.115  | 82.290  | 86.729  | 88.352  | 90.521  | 91.951  | 94.162  |
| — Bosnië en Herzegovina                  | 361     | 687     | 804     | 1.019   | 1.133   | 1.255   | 38.927  | 39.265  |
| — Joegoslavië                            | 60.449  | 75.399  | 80.001  | 82.977  | 83.911  | 85.128  |         |         |
| — Kosovo                                 |         | 0       | 20      | 41      | 56      | 64      | 8.943   | 9.107   |
| — Kroatië                                | 90      | 176     | 252     | 623     | 816     | 1.208   | 12.352  | 13.181  |
| — Macedonië (Republiek Noord-Macedonië)  | 8       | 64      | 157     | 395     | 490     | 594     | 7.201   | 7.499   |
| — Montenegro                             |         | 0       | 8       | 10      | 11      | 14      | 2.697   | 2.721   |
| — Servië                                 |         | 4       | 98      | 236     | 306     | 370     | 19.032  | 19.361  |
| — Servië en Montenegro                   |         | 347     | 805     | 982     | 1.094   | 1.208   |         |         |
| — Slovenië                               | 13      | 23      | 145     | 437     | 535     | 608     | 2.799   | 3.028   |
| Jordanië                                 | 1.090   | 1.465   | 1.566   | 2.116   | 2.297   | 2.537   | 2.719   | 2.943   |
| Kaapverdië                               | 17.478  | 20.364  | 21.714  | 22.405  | 22.632  | 22.847  | 22.980  | 23.150  |
| Kameroen                                 | 707     | 2.277   | 2.835   | 3.077   | 3.203   | 3.352   | 3.481   | 3.602   |
| Kanaaleilanden                           | 12      | 26      | 35      | 68      | 79      | 75      | 82      | 82      |
| Kenia                                    | 1.572   | 2.758   | 3.813   | 4.528   | 4.774   | 4.967   | 5.182   | 5.487   |
| Kiribati                                 | 5       | 3       | 4       | 3       | 3       | 3       | 3       | 5       |
| Koeweit                                  | 1.201   | 1.517   | 1.659   | 2.323   | 2.435   | 2.537   | 2.669   | 2.769   |
| Laos                                     | 158     | 222     | 322     | 331     | 341     | 347     | 357     | 356     |
| Lesotho                                  | 62      | 89      | 111     | 132     | 135     | 139     | 140     | 149     |
| Libanon                                  | 3.292   | 4.987   | 5.493   | 6720    | 7.008   | 7.437   | 7.950   | 8.558   |
| Liberia                                  | 2.023   | 3.049   | 3.086   | 2.982   | 2.430   | 3.043   | 3.080   | 3.097   |
| Libië                                    | 448     | 830     | 1.246   | 2.280   | 2.430   | 2.623   | 2.729   | 2.833   |
| Liechtenstein                            | 6       | 7       | 6       | 10      | 6       | 13      | 8       | 8       |
| Luxemburg                                | 1.165   | 1.401   | 1.592   | 2.002   | 2.167   | 2.342   | 2.408   | 2.531   |
| Macau                                    | 81      | 118     | 116     | 124     | 128     | 134     | 136     | 136     |
| Madagaskar                               | 133     | 218     | 256     | 308     | 322     | 335     | 347     | 362     |
| Malawi                                   | 183     | 315     | 396     | 475     | 502     | 533     | 546     | 565     |
| Malediven                                | 12      | 17      | 21      | 32      | 33      | 33      | 31      | 39      |
| Maleisië                                 | 3.713   | 4.967   | 5.356   | 5.799   | 5.941   | 6.133   | 6.171   | 6.356   |
| Mali                                     | 97      | 245     | 316     | 321     | 349     | 374     | 381     | 402     |
| Malta                                    | 318     | 449     | 540     | 628     | 666     | 726     | 758     | 825     |
| Man                                      | 2       | 5       | 15      | 20      | 18      | 19      | 22      | 22      |
| Marokko                                  | 241.982 | 335.127 | 374.996 | 396.539 | 402.492 | 408.864 | 414.186 | 419.272 |
| Marshalleilanden                         | 6       | 6       | 6       | 6       | 7       | 7       | 7       | 7       |
| Martinique                               | 88      | 105     | 118     | 118     | 123     | 135     | 129     | 135     |
| Mauritanië                               | 240     | 419     | 423     | 422     | 433     | 431     | 434     | 444     |
| Mauritius                                | 425     | 545     | 608     | 659     | 698     | 719     | 732     | 772     |
| Mayotte                                  | 3       | 14      | 7       | 6       | 8       | 8       | 8       | 8       |
| Mexico                                   | 1.470   | 3.466   | 5.254   | 6.945   | 7.618   | 8.252   | 8.777   | 9.582   |
| Micronesië                               | 2       | 0       | -       | 2       | 1       | 0       | 0       | 1       |
| Monaco                                   | 39      | 63      | 78      | 106     | 112     | 126     | 139     | 147     |
| Mongolië                                 | 34      | 446     | 639     | 758     | 753     | 779     | 803     | 818     |
| Montserrat                               | 2       | 8       | 10      | 9       | 10      | 10      | 12      | 11      |
| Mozambique                               | 478     | 773     | 926     | 1.001   | 1.022   | 1.094   | 1.137   | 1.193   |
| Myanmar                                  | 213     | 622     | 1.282   | 1.490   | 1.526   | 1.592   | 1.606   | 1.683   |
| Namibië                                  | 155     | 283     | 356     | 416     | 455     | 405     | 551     | 605     |
| Nauru                                    | 0       | 2       | 4       | 1       | 1       | 4       | 4       | 4       |
| Voormalige Nederlandse Antillen en Aruba | 92.105  | 131.841 | 146.855 | 157.114 | 161.265 | 166.265 | 171.413 | 176.912 |
| — Aruba                                  |         |         | 3.760   | 5.196   | 5.610   | 6.177   | 29.069  | 30.259  |
| — Caribisch Nederland                    |         |         | 12      | 47      | 64      | 79      | 6080    | 6.216   |
| — Curaçao                                |         |         | 124     | 686     | 982     | 1.399   | 131.360 | 135.218 |
| — Sint Maarten                           |         |         | 6       | 87      | 99      | 123     | 4.904   | 5.219   |
| — Nederlandse Antillen (oud)             |         |         | 142.953 | 151.098 | 154.510 | 158.487 |         |         |
| Nepal                                    | 277     | 1.078   | 1.794   | 2.286   | 2.368   | 2.455   | 2.535   | 2.653   |
| Nicaragua                                | 289     | 461     | 659     | 779     | 843     | 925     | 985     | 1.056   |
| Nieuw-Caledonië                          | 13      | 23      | 17      | 23      | 31      | 34      | 36      | 45      |
| Nieuw-Zeeland                            | 3.609   | 4.756   | 5.187   | 5.734   | 5.948   | 6.114   | 6.115   | 6.087   |
| Niger                                    | 122     | 352     | 380     | 389     | 400     | 405     | 409     | 423     |
| Nigeria                                  | 4.055   | 8.788   | 11.766  | 12.600  | 13.216  | 14.345  | 15.034  | 16.140  |
| Niue                                     | 0       | 0       | -       | 0       | 0       | 0       | 0       | 0       |
| Noordelijke Marianen                     | 0       | 0       | -       | 0       | 0       | 1       | 1       | 1       |
| Noord-Korea                              | 1       | 31      | 104     | 107     | 107     | 103     | 101     | 98      |
| Noorwegen                                | 3.638   | 3.981   | 4.328   | 4.671   | 4.769   | 4.925   | 4.930   | 5.080   |
| Norfolk                                  | 0       | 0       | -       | 0       | 0       | 0       | 0       | 0       |
| Oman                                     | 131     | 235     | 363     | 524     | 565     | 604     | 645     | 696     |
| Oostenrijk                               | 15.333  | 15.446  | 15.631  | 15.916  | 16.005  | 16.202  | 16.130  | 16.216  |
| Pakistan                                 | 15.135  | 18.478  | 20.653  | 22.897  | 23.855  | 25.050  | 25.938  | 27.261  |
| Palau                                    | 1       | 1       | 2       | 2       | 3       | 4       | 3       | 3       |
| Panama                                   | 259     | 394     | 461     | 526     | 561     | 600     | 634     | 686     |
| Papoea-Nieuw-Guinea                      | 98      | 161     | 187     | 207     | 209     | 210     | 218     | 225     |
| Paraguay                                 | 228     | 263     | 318     | 366     | 371     | 407     | 425     | 463     |
| Peru                                     | 2.101   | 4.376   | 5.830   | 6.891   | 7.324   | 7.757   | 8.092   | 8.620   |
| Pitcairneilanden                         | 0       | 0       | -       | 0       | 0       | 0       | 0       | 0       |
| Polen                                    | 27.315  | 58.853  | 123.003 | 173.050 | 185.497 | 198.024 | 209.278 | 220.980 |
| Portugal                                 | 13.253  | 18.714  | 23.613  | 26.383  | 27.450  | 28.802  | 29.092  | 31.306  |
| Puerto Rico                              | 97      | 151     | 189     | 242     | 241     | 268     | 256     | 252     |
| Qatar                                    | 28      | 38      | 94      | 232     | 278     | 317     | 323     | 375     |
| Réunion                                  | 39      | 51      | 66      | 68      | 74      | 76      | 75      | 79      |
| Roemenië                                 | 4.722   | 11.392  | 18.740  | 29.417  | 34.185  | 39.340  | 43.161  | 48.563  |
| Rwanda                                   | 283     | 1.380   | 1.547   | 1.641   | 1.672   | 1.726   | 1755    | 1.798   |
| Saint Kitts en Nevis                     | 40      | 93      | 107     | 106     | 111     | 112     | 116     | 119     |
| Saint-Pierre en Miquelon                 | 0       | 0       | -       | 0       | 0       | 0       | 0       | 0       |
| Saint Vincent en de Grenadines           | 48      | 84      | 107     | 110     | 112     | 120     | 116     | 116     |
| Salomonseilanden                         | 26      | 28      | 29      | 29      | 29      | 28      | 30      | 30      |
| Samoa                                    | 21      | 23      | 42      | 36      | 42      | 45      | 42      | 43      |
| San Marino                               | 1       | 0       | -       | 4       | 5       | 6       | 9       | 13      |
| Sao Tomé en Principe                     | 174     | 230     | 276     | 291     | 295     | 300     | 313     | 332     |
| Saoedi-Arabië                            | 651     | 1.101   | 1.962   | 3.477   | 3.817   | 4.418   | 4.860   | 5.568   |
| Senegal                                  | 746     | 1.468   | 1.765   | 1.933   | 2.020   | 2.108   | 2.164   | 2.266   |
| Seychellen                               | 95      | 116     | 120     | 131     | 130     | 130     | 129     | 138     |
| Sierra Leone                             | 722     | 5.918   | 5.997   | 5.606   | 5.639   | 5.755   | 5.869   | 5.979   |
| Singapore                                | 3.597   | 4.238   | 4.782   | 5.317   | 5.468   | 5.538   | 5.498   | 5.617   |
| Sint-Helena                              | 6       | 8       | 8       | 8       | 8       | 8       | 8       | 8       |
| Sint Lucia                               | 34      | 56      | 75      | 91      | 101     | 113     | 118     | 127     |
| Soedan                                   | 464     | 2.439   | 6.317   | 7.486   | 7.984   | 8.433   | 8.744   | 9070    |
| Somalië                                  | 25.842  | 19.549  | 37.432  | 39.737  | 39.947  | 40.251  | 40.701  | 41.064  |
| Voormalige Sovjet-Unie                   | 17.334  | 49.530  | 72.203  | 90.253  | 97.164  | 105.664 | 110.877 | 119.046 |
| — Armenië                                | 54      | 426     | 854     | 976     | 1.058   | 1.142   | 8.374   | 8.615   |
| — Azerbeidzjan                           | 16      | 567     | 718     | 907     | 964     | 1.142   | 8.720   | 9.049   |
| — Estland                                | 316     | 589     | 1.240   | 1.623   | 1.744   | 1.912   | 2.380   | 2.534   |
| — Georgië                                | 45      | 166     | 298     | 455     | 519     | 612     | 5.000   | 5.240   |
| — Kazachstan                             | 7       | 96      | 225     | 421     | 475     | 626     | 3.018   | 3.335   |
| — Kirgizië                               | 0       | 33      | 72      | 95      | 113     | 144     | 591     | 649     |
| — Letland                                | 409     | 945     | 3.642   | 5.140   | 5.831   | 6.720   | 8.001   | 8.963   |
| — Litouwen                               | 350     | 1.743   | 5.091   | 7.371   | 8.452   | 9.529   | 10.904  | 11.889  |
| — Moldavië                               | 3       | 51      | 170     | 697     | 986     | 1.380   | 4.484   | 5.387   |
| — Oekraïne                               | 43      | 535     | 1.180   | 2.465   | 2.998   | 3.644   | 19.505  | 20.802  |
| — Oezbekistan                            | 8       | 113     | 173     | 237     | 268     | 332     | 1.808   | 1.919   |
| — Rusland                                | 150     | 1.351   | 2.519   | 4.329   | 5.050   | 6.014   | 33.179  | 35.332  |
| — Rusland (oud)                          | 1.022   | 551     | 436     | 381     | 372     | 363     |         |         |
| — Sovjet-Unie                            | 14.895  | 42.160  | 55.233  | 64.594  | 67.681  | 71.331  |         |         |
| — Tadzjikistan                           | 5       | 27      | 55      | 78      | 86      | 82      | 461     | 474     |
| — Turkmenistan                           | 0       | 16      | 17      | 30      | 37      | 49      | 193     | 219     |
| — Wit-Rusland                            | 11      | 171     | 280     | 425     | 530     | 668     | 4.259   | 4.639   |
| Spanje                                   | 29.125  | 31.382  | 38.955  | 44.715  | 46.741  | 49.116  | 50.466  | 54.269  |
| Sri Lanka                                | 6.453   | 9.617   | 11.703  | 13.031  | 13.463  | 13.897  | 14.247  | 14.708  |
| Suriname                                 | 290.467 | 335.799 | 348.291 | 351.681 | 353.909 | 356.402 | 358.266 | 359.814 |
| Syrië                                    | 4.324   | 9.722   | 13.744  | 90.771  | 98.090  | 105.440 | 113.126 | 126.260 |
| Taiwan                                   | 1.155   | 2.381   | 2.882   | 3.850   | 4.222   | 4.719   | 4.657   | 4.969   |
| Tanzania                                 | 1.039   | 1.827   | 2.107   | 2.276   | 2.339   | 2.423   | 2.479   | 2.554   |
| Thailand                                 | 6.503   | 14.281  | 18.483  | 20.691  | 21.364  | 22.179  | 22.642  | 23.390  |
| Timor Leste                              |         | 19      | 18      | 17      | 17      | 17      | 20      | 22      |
| Togo                                     | 521     | 1.543   | 1.847   | 1.922   | 1.934   | 1.938   | 1.940   | 1.990   |
| Tokelau-eilanden                         | 0       | 0       | -       | 0       | 0       | 0       | 0       | 0       |
| Tonga                                    | 19      | 24      | 21      | 2       | 21      | 24      | 23      | 22      |
| Trinidad en Tobago                       | 695     | 881     | 946     | 1.078   | 1.128   | 1.185   | 1.203   | 1.221   |
| Tsjaad                                   | 83      | 140     | 145     | 168     | 174     | 192     | 194     | 208     |
| Voormalig Tsjecho-Slowakije              | 7.616   | 12.121  | 15.513  | 18.356  | 19.328  | 20.255  | 21.012  | 22.379  |
| — Slowakije                              | 9       | 161     | 438     | 1.220   | 1.602   | 1.985   | 9.870   | 10.786  |
| — Tsjechië                               | 50      | 222     | 579     | 1041    | 1.229   | 1.469   | 11.142  | 11.593  |
| — Tsjecho-Slowakije                      | 7.557   | 11.738  | 14.496  | 16.095  | 16.498  | 16.801  |         |         |
| Tunesië                                  | 6.141   | 8.222   | 9.103   | 9.928   | 10.268  | 10.697  | 10.940  | 11.247  |
| Turkije                                  | 289.777 | 372.714 | 396.414 | 404.459 | 409.877 | 416.864 | 422.030 | 429.978 |
| Turks- en Caicoseilanden                 | 1       | 3       | 2       | 1       | 1       | 1       | 1       | 2       |
| Tuvalu                                   | 0       | 0       | 1       | 0       | 0       | 0       | 0       | 0       |
| Oeganda                                  | 715     | 1.307   | 1.974   | 2.727   | 3.040   | 3.418   | 3.631   | 3.856   |
| Uruguay                                  | 842     | 1.050   | 1.117   | 1.181   | 1.234   | 1.344   | 1.388   | 1.470   |
| Vanuatu                                  | 7       | 11      | 10      | 14      | 15      | 16      | 16      | 15      |
| Vaticaanstad                             | 0       | 0       | 0       | 0       | 0       | 0       | 0       | 0       |
| Venezuela                                | 2.565   | 4.450   | 5.721   | 6.894   | 7.420   | 8.134   | 8.644   | 9.353   |
| Verenigd Koninkrijk                      | 66.781  | 76.090  | 81.860  | 88.390  | 91.154  | 94.915  | 97.614  | 97.844  |
| Verenigde Arabische Emiraten             | 486     | 343     | 666     | 1.679   | 1.985   | 2.428   | 2.836   | 3.285   |
| Verenigde Staten van Amerika             | 24.479  | 31.478  | 35.736  | 42.354  | 44.399  | 46.807  | 47.408  | 49.246  |
| Verre eilanden van de Verenigde Staten   | 1       | 2       | 1       | 1       | 1       | 1       | 1       | 1       |
| Vietnam                                  | 13.801  | 18.562  | 20.603  | 22.741  | 23.488  | 24.335  | 24.594  | 25.135  |
| Wallis en Futuna                         | 0       | 1       | -       | 0       | 0       | 0       | 0       | 0       |
| Zambia                                   | 655     | 1.079   | 1.382   | 1.536   | 1.581   | 1.684   | 1.732   | 1.789   |
| Zimbabwe                                 | 1.014   | 1.590   | 1.942   | 2.204   | 2.329   | 2.538   | 2.660   | 2.791   |
| Zuid-Afrika                              | 10.737  | 16.073  | 18.586  | 21.878  | 23.738  | 26.354  | 28.562  | 31.693  |
| Zuid-Korea                               | 1.819   | 4.530   | 6.592   | 8.601   | 9.078   | 9.624   | 8.943   | 9.371   |
| Zuid-Soedan                              |         |         |         | 12      | 19      | 28      | 30      | 33      |
| Zweden                                   | 4.440   | 5.736   | 6.504   | 7.414   | 7.654   | 7.959   | 7.928   | 8.324   |
| Zwitserland                              | 8.112   | 9.775   | 10.789  | 11.793  | 12.075  | 12.405  | 12.415  | 12.964  |